# Eurovision Song Contest 2022
Der 66. Eurovision Song Contest fand vom 10. bis zum 14. Mai 2022 im Pala Alpitour in der italienischen Stadt Turin statt, nachdem die italienische Band Måneskin mit dem Titel Zitti e buoni den Eurovision Song Contest 2021 in Rotterdam gewonnen hatte. Es war die dritte Austragung in Italien nach 1965 in Neapel und 1991 in Rom.
Den Wettbewerb gewann die Band Kalush Orchestra für die Ukraine mit dem Lied Stefania, das sie zusammen mit Iwan Klymenko geschrieben hatte. Nach Platz vier im Juryvoting erreichte die Band im Zuschauer-Televoting 439 Punkte und siegte mit insgesamt 631 Punkten. Es war nach 2004 und 2016 der dritte Sieg des Landes im Wettbewerb. Der Brite Sam Ryder belegte mit dem Lied Space Man nach Platz eins im Juryvoting schließlich Platz zwei. Den dritten Platz erreichte Chanel für Spanien mit dem Titel SloMo. Für beide Länder war es die beste Platzierung der letzten 20 Jahre. Österreich, vertreten durch das Duo LUM!X und Pia Maria, schied bereits im Halbfinale aus. Die Schweiz belegte mit dem Sänger Marius Bear im Finale Platz 17 mit 78 Punkten, die alle von der Jury stammten. Deutschland, vertreten durch den Sänger Malik Harris, landete auf dem letzten Platz mit 6 Punkten, die alle vom Televoting stammten. Es war der bereits achte letzte Platz für Deutschland beim Wettbewerb.

## Austragungsort
Die öffentlich-rechtliche Rundfunkgesellschaft Rai wurde mit der Austragung und somit der Suche nach einem Veranstaltungsort für den Eurovision Song Contest beauftragt. Anfang Juli 2021 veröffentlichte die Rai einen Anforderungskatalog für den Austragungsort:
- Ein internationaler Flughafen, der im Umkreis von 90 Minuten Fahrzeit erreichbar ist.
- Über 2000 verfügbare Hotelräume in der Nähe des Austragungsortes.
- Eine Infrastruktur des Austragungsortes, die für große Veranstaltungen geeignet ist und folgende Punkte erfüllt:
  - Die Arena muss über ein geschlossenes Dach verfügen und einen guten Umfang bieten.
  - Die Arena muss Platz für 8000 bis 10000 Zuschauer bieten, was 70 % der maximalen Platzanzahl bei Konzerten in der Arena entspricht. Dabei müssen die Bühne und die Produktion für den ESC mit einbezogen werden.
  - Die Arena muss über eine Kapazität verfügen, die das Set und andere Voraussetzungen erfüllt, um eine Produktion auf hohen Niveau ermöglichen zu können. Dies beinhaltet auch einen guten Zugang für Transportgüter in die Arena.
  - Die Arena muss über zusätzliche Kapazitäten verfügen, in denen das Pressezentrum, die Delegationsräume, Ankleidungsräume, Orte für die Interpreten und Mitarbeiter Platz finden.
  - Die Arena muss sechs Wochen vor der Veranstaltung zur Verfügung stehen, zwei Wochen während der Veranstaltung und eine Woche nach der Veranstaltung zum Auf- und Abbau des Wettbewerbs.

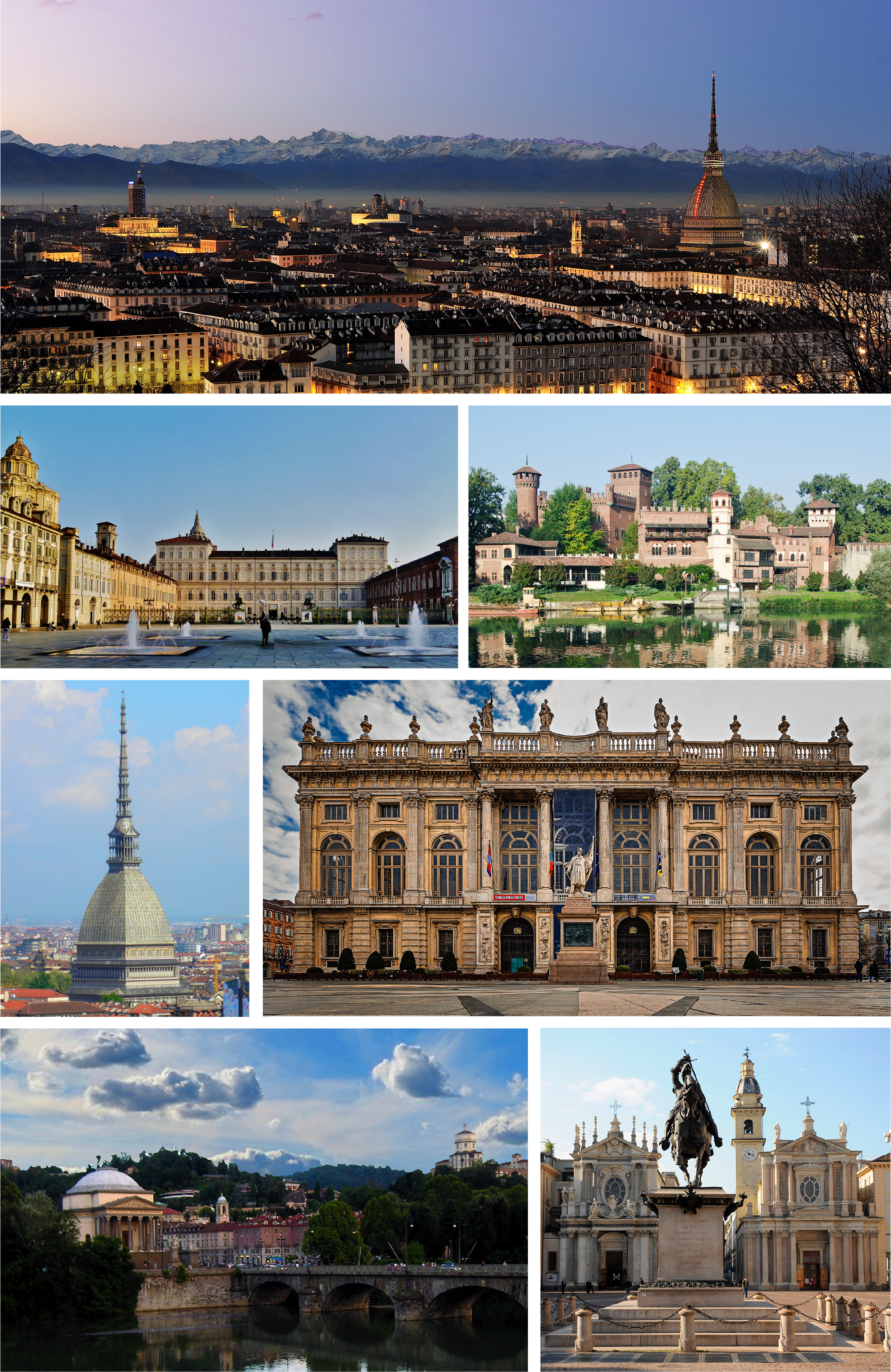
Die gewählte Stadt war Turin im Norden Italiens.

Bis zum 12. Juli konnten die Bewerbungsunterlagen bei der Rai eingereicht werden. Über den Sommer werde sich die Rai dann mit der EBU über einen geeigneten Austragungsort beraten und diesen dann auch aussuchen.
Kurz nach dem Sieg teilte die italienische Delegationsleiterin Simona Martorelli einen Aufruf an potenzielle Bewerberstädte ihre Kandidatur einzureichen. Siebzehn Städte bekundeten ihr Interesse an einer Austragung. Der Stadtrat für Stadtplanung und Landwirtschaft der Stadt Mailand, Pierfrancesco Maran, bekundete im Anschluss an den Sieg Italiens das Interesse der Stadt für die Austragung des Wettbewerbs. Ebenso Interesse an einer Austragung hatte die Stadt Bologna. Als UNESCO City of Music sei die Stadt laut Matteo Lepore, dem Stadtrat für Sport und Kultur, prädestiniert für eine Austragung. Man werde die Rai in den kommenden Wochen kontaktieren. Die Stadt Pesaro schlug die Vitrifrigo Arena als geeigneten Austragungsort vor. Die Bürgermeisterin der Stadt Turin, Chiara Appendino, teilte am 23. Mai 2021 mit, dass noch am selben Tag die Arbeiten für eine Kandidatur Turins beginnen würden. Bologna reichte am 12. Juli 2021 seine Kandidatur bei der Rai ein, sie wurde von Bürgermeister Virginio Merola und dem Präsidenten der Emilia-Romagna, Stefano Bonaccini, unterstützt.
Am 13. Juli 2021 gab die EBU bekannt, dass insgesamt 17 Städte eine Bewerbung eingereicht hätten. Vom 14. Juli 2021 bis zum 4. August 2021 konnten alle interessierten Austragungsorte weitere Details zu ihrer Bewerbung bei der italienischen Rundfunkanstalt Rai einreichen. Am 6. August wurde bekanntgegeben, dass die Anzahl potenzieller Gastgeberstädte auf 11 reduziert worden war. Am 24. August wurde die Anzahl wiederum von 11 auf 5 reduziert. Anfang September 2021 sollte dann über den endgültigen Austragungsort entschieden werden, später gab der Direktor von Rai 1 Stefano Coletta bekannt, dass die Auswahl des Austragungsortes hinter dem Zeitplan liege. Er betonte, dass sich ein professionelles Team um diese Angelegenheit gekümmert und den Austragungsort mit großer Transparenz und Genauigkeit ausgewählt habe.
Am 8. Oktober 2021 gaben die Rai und die EBU dann bekannt, dass der Eurovision Song Contest 2022 vom 10. Mai bis 14. Mai 2022 in der Stadt Turin stattfinden werde. Als Austragungsort werde das PalaOlimpico fungieren.
| Stadt                                                                    | Austragungsort                                       | Maximale Kapazität (bei Konzerten)   | Bemerkungen |
| Offizielle Bewerbungen                                                   | Offizielle Bewerbungen                               | Offizielle Bewerbungen               | Offizielle Bewerbungen |
| ------------------------------------------------------------------------ | ---------------------------------------------------- | ------------------------------------ | --- |
| Bologna                                                                  | Unipol Arena                                         | 3.500–20.000 (je nach Konfiguration) | – |
| Bologna                                                                  | BolognaFiere                                         | 10.000                               | – |
| Mailand                                                                  | Mediolanum Forum                                     | 12.700                               | Austragungsort der Volleyball-Weltmeisterschaft der Männer 2018 und der MTV Europe Music Awards 1998 und 2015. Darüber hinaus sollen bei den Olympischen Winterspielen 2026 die Wettbewerbe im Eiskunstlauf und Shorttrack in der Halle ausgetragen werden. |
| Mailand                                                                  | Palazzo delle scintille                              | 18.000                               | Teil des Mailänder Messegeländes, benötigt aber Renovierungen zur Ausrichtung. |
| Pesaro                                                                   | Vitrifrigo Arena                                     | 13.000                               | – |
| Rimini                                                                   | Fiera di Rimini                                      | 10.000                               | Der Austragungsort würde das gesamte Messegelände von Rimini nutzen. Austragungsort der Volleyball Nations League. |
| Turin                                                                    | PalaOlimpico                                         | 15.567                               | Austragungsort der Olympischen Winterspiele 2006 im Eishockey. |
| Eingereichte Bewerbungen, die nicht weiter verfolgt wurden               |                                                      |                                      | |
| Acireale                                                                 | –                                                    | –                                    | – |
| Alessandria                                                              | –                                                    | –                                    | – |
| Forlì                                                                    | Sporthalle der Universität Bologna am Standort Forlì | 9.000                                | Gemeinsame Bewerbung mit den Orten Cesena und Bertinoro. |
| Florenz                                                                  | Nelson Mandela Forum                                 | 8.200                                | Austragungsort der Volleyball-Weltmeisterschaft der Männer 2018. |
| Genua                                                                    | –                                                    | –                                    | – |
| Jesolo                                                                   | PalaInvent                                           | 4.000                                | Die vorgeschlagene Veranstaltungshalle hätte eine zu geringe Kapazität gehabt und damit nicht mit dem Anforderungskatalog der Rai übereinstimmt. Trotzdem hatte die Stadt eine Bewerbung abgegeben.                                                         |
| Matera                                                                   | –                                                    | –                                    | – |
| Palazzolo Acreide                                                        | Palazzetto dello Sport                               | 5.000                                | – |
| Rom                                                                      | Palazzo dello Sport                                  | 11.200                               | Austragungsort der Olympischen Sommerspiele 1960 im Basketball. |
| Sanremo                                                                  | Mercato dei Fiori                                    | 8.000                                | Austragungsort des Sanremo-Festival 1990. |
| Triest                                                                   | –                                                    | –                                    | – |
| Viterbo                                                                  | –                                                    | –                                    | – |
| Angekündigte Bewerbungen, die am Ende aber doch nicht eingereicht wurden |                                                      |                                      | |
| Bari                                                                     | Fiera del Levante                                    | –                                    | – |
| Bari                                                                     | PalaFlorio                                           | 6.000                                | – |
| Bari                                                                     | Stadio San Nicola                                    | 58.270                               | Das Stadio San Nicola hätte für eine Austragung ein temporäres Dach benötigt, um die Anforderung der EBU zu erfüllen. |
| Neapel                                                                   | PalaBarbuto                                          | 5.500                                | – |
| Neapel                                                                   | Mostra d’Oltremare                                   | –                                    | – |
| Reggio nell’Emilia                                                       | RCF Arena                                            | –                                    | Die RCF Arena hätte für eine Austragung ein temporäres Dach benötigt, um die Anforderung der EBU zu erfüllen. |
| Verona                                                                   | Arena von Verona                                     | 22.000                               | Die Arena von Verona hätte für eine Austragung ein temporäres Dach benötigt, um die Anforderung der EBU zu erfüllen. |

## Format

### Bühne
Das Bühnendesign wurde vom italienischen Studio Atelier Francesca Montinaro entworfen. Dieses war bereits für die Bühne beim Sanremo-Festival 2013 und Sanremo-Festival 2019 verantwortlich. Zum ersten Mal seit 2016 wurde die Song-Contest-Bühne nicht von Florian Wieder entworfen. Nach 2013, 2014 und 2016 war es das vierte Mal seit 2011, dass Wieder nicht für das Bühnendesign verantwortlich war.

### Moderation
Am 17. September 2021 bestätigte der Direktor von Rai 1 Stefano Coletta, dass die Rai in Verhandlungen mit dem Moderator Alessandro Cattelan stehe den Eurovision Song Contest 2022 zu moderieren. Cattelan äußerte bereits im Vorfeld sein Interesse den Wettbewerb zu moderieren.
Am 24. Januar 2022 berichteten zahlreiche italienische Medien, dass wahrscheinlich Laura Pausini, Alessandro Cattelan und Mika den ESC 2022 moderieren werden.
Die offizielle Bekanntgabe des Trios fand während des zweiten Abends des Sanremo-Festivals statt. Erstmals seit 2017 moderierte somit wieder ein Trio den Eurovision Song Contest. Ferner trat die Konstellation aus einer Moderatorin und zwei Moderatoren das erste Mal seit 2014 wieder auf und insgesamt erst zum zweiten Mal.

### Live-on-Tape-Aufnahme
Wie im Vorjahr musste jedes Land im Voraus einen Live-on-Tape-Auftritt aufnehmen, der hätte gezeigt werden können, falls Künstler nicht nach Turin hätten reisen können. Die ukrainische Delegation wurde allerdings aufgrund der Invasion der Ukraine durch Russland von dieser Pflicht befreit.

### Postkarten
Die Postkarten, die vor jedem Auftritt eingespielt wurden, zeigten verschiedene Orte in Italien. Aus jeder Region Italiens wurden zwei Orte vorgestellt. Die dargestellten Schauplätze variierten zwischen italienischen Städten, Bauwerken und Orten in der Natur, die von der Drohne „Leo“ angeflogen wurden. Die Künstlerinnen und Künstler hatten vor einem Greenscreen kurze Videos aufgenommen, die in den Einspielern auf Flächen an den gezeigten Orten projiziert wurden.
| Teilnehmer             | Ort                                                       |
| ---------------------- | --------------------------------------------------------- |
| Albanien               | Barumini                                                  |
| Armenien               | Cascata delle Marmore                                     |
| Aserbaidschan          | Varenna                                                   |
| Australien             | Museo d’arte moderna e contemporanea di Trento e Rovereto |
| Belgien                | Perugia                                                   |
| Bulgarien              | Castel del Monte                                          |
| Dänemark               | Procida                                                   |
| Deutschland            | Lingotto                                                  |
| Estland                | Sacra di San Michele                                      |
| Finnland               | Laghi di Fusine a Tarvisio                                |
| Frankreich             | Cavour (Piemont)                                          |
| Georgien               | Burano                                                    |
| Griechenland           | Selinunt                                                  |
| Irland                 | Matera                                                    |
| Island                 | Cortina d’Ampezzo                                         |
| Israel                 | Manarola                                                  |
| Italien                | Mole Antonelliana                                         |
| Kroatien               | Grinzane Cavour                                           |
| Lettland               | Meran                                                     |
| Litauen                | Bergamo                                                   |
| Malta                  | Abbazia San Galgano                                       |
| Moldau                 | Urbino                                                    |
| Montenegro             | Monte Conero                                              |
| Niederlande            | Ravenna                                                   |
| Nordmazedonien         | Cala Luna (Dorgali, Golf von Orosei)                      |
| Norwegen               | Lago di Scanno (L’Aquila)                                 |
| Österreich             | Schloss Miramare                                          |
| Polen                  | Scala dei Turchi                                          |
| Portugal               | Genua                                                     |
| Rumänien               | Le Castella                                               |
| San Marino             | Rom                                                       |
| Schweden               | Rimini                                                    |
| Schweiz                | Termoli                                                   |
| Serbien                | Rocca Calascio                                            |
| Slowenien              | Civita di Bagnoregio                                      |
| Spanien                | Alagna Valsesia                                           |
| Tschechien             | Caserta                                                   |
| Ukraine                | Florenz                                                   |
| Vereinigtes Königreich | Orta San Giulio                                           |
| Zypern                 | Matterhorn                                                |

## Teilnehmer

### Länder

Länder, die im Jahr 2022
nicht teilnahmen, aber in der Vergangenheit teilgenommen haben
teilnahmen
im Halbfinale ausschieden

Die teilnehmenden Länder hatten bis zum 15. September 2021 Zeit, die benötigten Papiere bei der EBU einzureichen. Bis zum 10. Oktober 2021 hatte dann die jeweilige Fernsehanstalt, die das Teilnehmerland repräsentiert, noch Zeit ihre Teilnahme zurückzuziehen. Hätte sich ein Land nach dem 10. Oktober 2021 vom Wettbewerb zurückgezogen, drohte dem Sender eine Geldstrafe.
Insgesamt 41 Länder sollten 2022 am Eurovision Song Contest teilnehmen, so viele wie zuletzt 2020 am abgesagten Eurovision Song Contest teilnehmen hätten sollen. Zuvor nahmen ansonsten nur 2019 ebenso viele Länder teil. Die Bekanntgabe der 41 Länder erfolgte am 20. Oktober 2021 durch die EBU über ein YouTube-Video.
Montenegro kehrte nach zweijähriger Abstinenz zum Wettbewerb zurück. Noch vor der Absage des Eurovision Song Contest 2020 hatte die montenegrinische Rundfunkanstalt Radio Televizija Crne Gore (RTCG) bekanntgegeben, dass der Staat sich 2020 vom Wettbewerb zurückziehen würde. Als Gründe wurden damals das moderate Abschneiden im Wettbewerb sowie finanzielle Gründe angegeben. Auch 2021 verzichtete der Balkanstaat auf eine Rückkehr. Auch Armenien nahm nach einer einjährigen Pause, bedingt durch den Krieg um Bergkarabach 2020, wieder am Wettbewerb teil.
Durch den Ausschluss Russlands vom Eurovision Song Contest 2022 sank die Teilnehmerzahl auf 40. So viele Länder nahmen zuletzt und bisher einmalig 2015 teil. Trotzdem bleibt es damit dabei, dass zum ersten Mal seit 2018 die Teilnehmerzahl im Vergleich zum Vorjahr gestiegen ist.

### Wiederkehrende Interpreten
| Staat     | Interpret                                                    | Vorherige(s) Teilnahmejahr(e)             |
| --------- | ------------------------------------------------------------ | ----------------------------------------- |
| Bulgarien | Stojan Jankulow (als Mitglied von Intelligent Music Project) | 2007 & 2013 (zusammen mit Eliza Todorowa) |
| Dänemark  | Ihan Haydar (als Mitglied von Reddi)                         | Begleitung: 2012                          |
| Italien   | Mahmood (zusammen mit Blanco)                                | 2019                                      |
| Moldau    | Zdob și Zdub (zusammen mit Frații Advahov)                   | 2005, 2011                                |
| Ukraine   | Ihor Didentschuk (als Mitglied vom Kalush Orchestra)         | 2021 (als Mitglied von Go A)              |

## Nationale Vorentscheidungen

### Belgien
Am 10. September 2021 gab die französischsprachige Rundfunkanstalt RTBF bekannt, dass der belgische Beitrag 2022 erneut intern ausgewählt wird. Am 15. September 2021 wurde der belgische Interpret, Jérémie Makiese, der Öffentlichkeit vorgestellt. Sein Lied Miss You wurde am 10. März 2022 veröffentlicht.

### Deutschland
Im März 2021 startete der verantwortliche Sender Norddeutscher Rundfunk (NDR), der Televoting-Anbieter digame und die Beratungsfirma Simon Kucher & Partners die Suche nach Mitgliedern für die Eurovisions-Jury, die seit 2018 stets an der Wahl des deutschen Beitrags beteiligt war. Ob es auf eine interne Auswahl wie 2020 und 2021 hinauslaufen würde oder auf eine nationale Vorentscheidung wie 2018 und 2019, blieb zunächst offen. Am 1. Juni 2021 gab die Delegationsleiterin Deutschlands Alexandra Wolfslast bekannt, dass man den Auswahlprozess für 2022 nun kritisch überprüfen wolle.
Am 4. November 2021 verkündete der NDR, dass es wieder einen Vorentscheid geben würde. Interessierte Acts konnten sich bis zum 30. November 2021 bewerben. Dabei wurde mit den Popwellen der ARD kooperiert, im Einzelnen Antenne Brandenburg, Bayern 3, Bremen Vier, hr3, MDR Jump, NDR 2, SR 1, SWR3 und WDR 2.

### Österreich
Am 10. November 2021 gab Eberhard Forcher, der bereits in den letzten Jahren die österreichischen Interpreten auswählte, bekannt, dass noch vier Interpreten im Rennen um das Ticket nach Turin wären. Drei der vier sind bereits etabliert im Musikgeschäft und einer ist zurzeit populär auf Spotify. Alle vier Interpreten arbeiteten an den finalen Versionen ihres Liedes. Eine Entscheidung sollte laut ORF bald folgen und der Interpret dann Mitte Dezember 2021 der Öffentlichkeit präsentiert werden. Am 25. Januar hieß es, man befinde sich in der finalen Phase des Auswahlverfahrens.
Am 8. Februar 2022 gab der ORF dann bekannt, dass LUM!X mit dem Titel Halo für Österreich in Turin teilnehmen solle. Als Sängerin würde die 18-jährige Pia Maria mitwirken. Der Beitrag wurde am 11. März 2022 veröffentlicht.

### Schweiz
Wie Deutschland startete auch die Schweiz im März 2021 die Suche nach Mitgliedern für die Eurovisions-Jury. Die Schweiz nutzt das System Deutschlands seit 2019 und hat seither je auf eine Vorentscheidung verzichtet, so dass auch 2022 auf eine interne Auswahl zurückgegriffen wurde. Vom 1. September bis zum 15. September 2021 12 Uhr konnten Beiträge beim SRF eingereicht werden. Das Siegerlied wurde zu 50 % von der Eurovision-Jury und zu 50 % vom Zuschauer-Panel ausgewählt. Am 8. März 2022 wurden Marius Bear und der von Bear mit Martin Gallop zusammen geschriebene Song Boys Do Cry als Schweizer Vertreter vorgestellt.

### Andere Länder
| Land                   | Nationale Vorentscheidung                         |
| ---------------------- | ------------------------------------------------- |
| Albanien               | Festivali i Këngës 2021                           |
| Armenien               | interne Auswahl                                   |
| Aserbaidschan          | interne Auswahl                                   |
| Australien             | Eurovision 2022 – Australia Decides               |
| Bulgarien              | interne Auswahl                                   |
| Dänemark               | Dansk Melodi Grand Prix 2022                      |
| Estland                | Eesti Laul 2022                                   |
| Finnland               | Uuden Musiikin Kilpailu 2022                      |
| Frankreich             | Eurovision France, c’est vous qui décidez! 2022   |
| Georgien               | interne Auswahl                                   |
| Griechenland           | interne Auswahl                                   |
| Irland                 | Eurovision 2022 Late Late Show Special            |
| Island                 | Söngvakeppnin 2022                                |
| Israel                 | X Factor Israel 2022: HaShir Shelanu L’Eurovizion |
| Italien                | Sanremo-Festival 2022                             |
| Kroatien               | Dora 2022                                         |
| Lettland               | Supernova 2022                                    |
| Litauen                | Pabandom iš naujo! 2022                           |
| Malta                  | Malta Eurovision Song Contest 2022 (Interpret)    |
| Malta                  | interne Auswahl (Lied)                            |
| Moldau                 | interne Auswahl                                   |
| Montenegro             | interne Auswahl                                   |
| Niederlande            | interne Auswahl                                   |
| Nordmazedonien         | Za Evrosong 2022                                  |
| Norwegen               | Melodi Grand Prix 2022                            |
| Polen                  | Tu bije serce Europy! Wybieramy hit na Eurowizję  |
| Portugal               | Festival da Canção 2022                           |
| Rumänien               | Selecția Națională 2022                           |
| San Marino             | Una voce per San Marino 2022                      |
| Schweden               | Melodifestivalen 2022                             |
| Serbien                | Pesma za Evroviziju 2022                          |
| Slowenien              | EMA 2022                                          |
| Spanien                | Benidorm Fest 2022                                |
| Tschechien             | Eurovision Song CZ 2022                           |
| Ukraine                | Widbir 2022                                       |
| Vereinigtes Königreich | interne Auswahl                                   |
| Zypern                 | interne Auswahl                                   |

## Halbfinale

### Auslosung

Teilnehmer des 1. Halbfinales
Stimmberechtigte Staaten im 1. Halbfinale
Teilnehmer des 2. Halbfinales
Stimmberechtigte Staaten im 2. Halbfinale

Die Auslosung der beiden Halbfinals fand am 25. Januar 2022 um 12:00 Uhr (MEZ) in Form einer Zeremonie im Palazzo Madama Turin statt. 36 Länder wurden in sechs gleich große Töpfe eingeteilt. Die Einteilung der Töpfe erfolgte über das Abstimmungsmuster der vergangenen zehn Jahre. Danach wurden die Länder einem der beiden Halbfinals zugelost sowie die jeweilige Hälfte, in denen das Land auftreten wird. Darüber hinaus wurde auch ermittelt, in welchem Halbfinale Italien als Gastgeber und Big 5-Mitglied sowie vier der Big 5 Deutschland, Frankreich, Spanien und das Vereinigte Königreich, stimmberechtigt sein würden.
Die Verteilung der Töpfe setzte sich wie folgt zusammen:
| Topf 1                                                                    | Topf 2                                                            | Topf 3                                                              | Topf 4                                                              | Topf 5                                                     | Topf 6                                                               |
| ------------------------------------------------------------------------- | ----------------------------------------------------------------- | ------------------------------------------------------------------- | ------------------------------------------------------------------- | ---------------------------------------------------------- | -------------------------------------------------------------------- |
| - Albanien - Kroatien - Montenegro - Nordmazedonien - Serbien - Slowenien | - Australien - Dänemark - Finnland - Island - Norwegen - Schweden | - Armenien - Aserbaidschan - Georgien - Israel - Russland - Ukraine | - Bulgarien - Griechenland - Malta - Portugal - San Marino - Zypern | - Estland - Lettland - Litauen - Moldau - Polen - Rumänien | - Belgien - Irland - Niederlande - Österreich - Schweiz - Tschechien |

### Erstes Halbfinale
Das erste Halbfinale fand am 10. Mai 2022 um 21:00 Uhr (MESZ) statt. Zehn Länder qualifizierten sich für das Finale.
Frankreich und Italien sowie die 17 teilnehmenden Länder waren in diesem Halbfinale stimmberechtigt.
| Platz | Startnr. | Land         | Interpret                                            | Lied Musik (M) und Text (T) | Sprache                       | Übersetzung (inoffiziell)   | Punkte      | Punkte      | Punkte |
| Platz | Startnr. | Land         | Interpret                                            | Lied Musik (M) und Text (T) | Sprache                       | Übersetzung (inoffiziell)   | Jury        | Zuschauer   | Gesamt |
| ----- | -------- | ------------ | ---------------------------------------------------- | --- | ----------------------------- | --------------------------- | ----------- | ----------- | ------ |
| 01.   | 06       | Ukraine      | Kalush Orchestra                                     | Stefania Стефанія M: Ihor Didentschuk, Witalij Duschyk, Tymofij Musytschuk; T: Oleh Psjuk, Iwan Klymenko | Ukrainisch                    | −                           | 135 (3.)    | 202 (1.)    | 337    |
| 02.   | 08       | Niederlande  | S10                                                  | De diepte M/T: Stien den Hollander, Arno Krabman | Niederländisch                | Die Tiefe                   | 142 (2.)    | 079 0(7.)   | 221    |
| 03.   | 15       | Griechenland | Amanda Georgiadi Tenfjord Αμάντα Γεωργιάδη Τενφιόρντ | Die Together M: Amanda Georgiadi Tenfjord, Bjørn Helge Gammelsæter; T: Amanda Georgiadi Tenfjord | Englisch                      | Gemeinsam sterben           | 151 (1.)    | 060 0(8.)   | 211    |
| 04.   | 10       | Portugal     | MARO                                                 | Saudade, saudade M: MARO, John Blanda; T: MARO | Englisch, Portugiesisch       | Sehnsucht, Sehnsucht        | 121 (4.)    | 087 0(6.)   | 208    |
| 05.   | 17       | Armenien     | Rosa Linn Ռոզա Լին                                   | Snap M: Rosa Linn, Allie Crystal, Courtney Harrell, Larzz Principato, Tamar Mardirossian Kaprelian; T: Rosa Linn, Allie Crystal, Courtney Harrell, Jeremy Dusolet, Larzz Principato, Tamar Mardirossian Kaprelian | Englisch                      | Schnippen                   | 082 0(6.)   | 105 (3.)    | 187    |
| 06.   | 16       | Norwegen     | Subwoolfer                                           | Give That Wolf a Banana M/T: Keith, Jim, DJ Astronaut | Englisch                      | Gib diesem Wolf eine Banane | 073 0(7.)   | 104 (4.)    | 177    |
| 07.   | 03       | Litauen      | Monika Liu                                           | Sentimentai M/T: Monika Liu | Litauisch                     | Gefühle                     | 056 0(9.)   | 103 (5.)    | 159    |
| 08.   | 09       | Moldau       | Zdob și Zdub & Advahov Brothers                      | Trenulețul M/T: Mihail Gincu, Roman Iagupov, Vasile Advahov, Vitalie Advahov, Andrei Cebotari, Sveatoslav Staruș                                                                                                  | Rumänisch, Englisch           | Das Bähnchen                | 019 0(13.)  | 135 (2.)    | 154    |
| 09.   | 04       | Schweiz      | Marius Bear                                          | Boys Do Cry M/T: Marius Bear, Martin Gallop | Englisch                      | Jungen weinen               | 107 (5.)    | 011 0(16.)  | 118    |
| 10.   | 14       | Island       | Systur                                               | Með hækkandi sól M/T: Lovísa Elísabet Sigrúnardóttir | Isländisch                    | Mit der aufgehenden Sonne   | 064 0(8.)   | 039 0(10.)  | 103    |
| 11.   | 11       | Kroatien     | Mia Dimšić                                           | Guilty Pleasure M/T: Mia Dimšić, Damir Bačić, Vjekoslav Dimter | Englisch, Kroatisch           | Heimliches Vergnügen        | 042 0(10.)  | 033 0(12.)  | 075    |
| 12.   | 01       | Albanien     | Ronela Hajati                                        | Sekret M/T: Ronela Hajati | Albanisch, Englisch, Spanisch | Geheimnis                   | 012 0(14.)  | 046 0(9.)   | 058    |
| 13.   | 12       | Dänemark     | REDDI                                                | The Show M: Ihan Haydar, Siggy Savery, Chief 1, Remee Jackman; T: Ihan Haydar, Siggy Savery, Julia Fabrin | Englisch                      | Die Show                    | 035 0(12.)  | 020 0(13.)  | 055    |
| 14.   | 02       | Lettland     | Citi Zēni                                            | Eat Your Salad M: Roberts Memmēns, Jānis Jačmenkins (JJ Lush); T: Jānis Pētersons, Dagnis Roziņš | Englisch                      | Iss deinen Salat            | 039 0(11.)  | 016 0(15.)  | 055    |
| 15.   | 13       | Österreich   | LUM!X feat. Pia Maria                                | Halo M/T: Anders Nilsen, Gabry Ponte, Luca Michlmayr, Rasmus Flyckt, Sophie Alexandra Tweed-Simmons | Englisch                      | Heiligenschein              | 006 00(17.) | 036 0(11.)  | 042    |
| 16.   | 07       | Bulgarien    | Intelligent Music Project                            | Intention M/T: Milen Vrabevski, MD | Englisch                      | Absicht                     | 011 0(15.)  | 018 0(14.)  | 029    |
| 17.   | 05       | Slowenien    | LPS                                                  | Disko M/T: Filip Vidušin, Žiga Žvižej, Gašper Hlupič, Mark Semeja, Zala Velenšek | Slowenisch                    | –                           | 007 00(16.) | 008 00(17.) | 015    |

 für das Finale qualifiziert

### Punktetafel erstes Halbfinale
In der folgenden Tabelle sind die Punkte der Jury und des Televotings dargestellt. Die grün unterlegten Länder zeigen an, dass sich das Land für das Finale qualifiziert hat. Die orange unterlegte Zeile stellt die Televotingpunkte dar, während die weiß bzw. grün unterlegte Zeile die Jurypunkte darstellt.
| Abstimmungsergebnis | Abstimmungsergebnis | Abstimmungsergebnis | Abstimmungsergebnis | Abstimmungsergebnis | Abstimmungsergebnis | Abstimmungsergebnis | Abstimmungsergebnis | Abstimmungsergebnis | Abstimmungsergebnis | Abstimmungsergebnis | Abstimmungsergebnis | Abstimmungsergebnis | Abstimmungsergebnis | Abstimmungsergebnis | Abstimmungsergebnis | Abstimmungsergebnis | Abstimmungsergebnis | Abstimmungsergebnis | Abstimmungsergebnis | Abstimmungsergebnis | Abstimmungsergebnis | Abstimmungsergebnis | Abstimmungsergebnis | Abstimmungsergebnis | Abstimmungsergebnis |
| Startnr.            | Land                |                     |                     |                     |                     |                     |                     |                     |                     |                     |                     |                     |                     |                     |                     |                     |                     |                     |                     |                     |                     |                     |                     |                     |                     |
| Startnr.            | Land                | Platz               | Punkte              | Punkte              | AL                  | AM                  | AT                  | BG                  | HR                  | DK                  | FR                  | GR                  | IS                  | IT                  | LV                  | LT                  | MD                  | NL                  | NO                  | PT                  | SI                  | CH                  | UA                  | Votings             | Votings             |
| ------------------- | ------------------- | ------------------- | ------------------- | ------------------- | ------------------- | ------------------- | ------------------- | ------------------- | ------------------- | ------------------- | ------------------- | ------------------- | ------------------- | ------------------- | ------------------- | ------------------- | ------------------- | ------------------- | ------------------- | ------------------- | ------------------- | ------------------- | ------------------- | ------------------- | ------------------- |
| 01                  | Albanien            | 12.                 | 058                 | 012                 |                     | -                   | -                   | -                   | -                   | -                   | -                   | 12                  | -                   | -                   | -                   | -                   | -                   | -                   | -                   | -                   | -                   | -                   | -                   | 01                  | 10                  |
| 01                  | Albanien            | 12.                 | 058                 | 046                 |                     | 2                   | 2                   | 1                   | 2                   | -                   | 5                   | 12                  | -                   | 8                   | -                   | -                   | -                   | -                   | -                   | -                   | 6                   | 8                   | -                   | 09                  | 10                  |
| 02                  | Lettland            | 14.                 | 055                 | 039                 | -                   | 2                   | 1                   | 3                   | -                   | 1                   | -                   | 4                   | 4                   | 1                   |                     | 2                   | 4                   | -                   | -                   | 12                  | 3                   | 2                   | -                   | 12                  | 15                  |
| 02                  | Lettland            | 14.                 | 055                 | 016                 | -                   | -                   | -                   | -                   | -                   | -                   | -                   | -                   | -                   | -                   |                     | 10                  | -                   | 1                   | -                   | -                   | -                   | -                   | 5                   | 03                  | 15                  |
| 03                  | Litauen             | 07.                 | 159                 | 056                 | -                   | -                   | -                   | -                   | 10                  | 5                   | 2                   | -                   | 8                   | 2                   | 1                   |                     | -                   | 2                   | 5                   | 6                   | 12                  | 3                   | -                   | 11                  | 29                  |
| 03                  | Litauen             | 07.                 | 159                 | 103                 | 1                   | 7                   | 4                   | 5                   | 6                   | 8                   | 6                   | 5                   | 5                   | 1                   | 10                  |                     | 6                   | 5                   | 8                   | 6                   | 5                   | 3                   | 12                  | 18                  | 29                  |
| 04                  | Schweiz             | 09.                 | 118                 | 107                 | 6                   | 5                   | 7                   | 12                  | 6                   | 6                   | 5                   | -                   | 5                   | 6                   | 4                   | 10                  | 10                  | 7                   | 4                   | 4                   | 4                   |                     | 6                   | 17                  | 23                  |
| 04                  | Schweiz             | 09.                 | 118                 | 011                 | -                   | 1                   | 3                   | -                   | -                   | 1                   | -                   | -                   | 1                   | -                   | -                   | 3                   | -                   | 2                   | -                   | -                   | -                   |                     | -                   | 06                  | 23                  |
| 05                  | Slowenien           | 17.                 | 015                 | 007                 | -                   | -                   | -                   | -                   | 5                   | -                   | -                   | -                   | -                   | -                   | -                   | -                   | 1                   | 1                   | -                   | -                   |                     | -                   | -                   | 03                  | 04                  |
| 05                  | Slowenien           | 17.                 | 015                 | 008                 | -                   | -                   | -                   | 8                   | -                   | -                   | -                   | -                   | -                   | -                   | -                   | -                   | -                   | -                   | -                   |                     | -                   | -                   | -                   | 01                  | 04                  |
| 06                  | Ukraine             | 01.                 | 337                 | 135                 | 12                  | 7                   | -                   | -                   | 7                   | 7                   | 10                  | 3                   | 10                  | 7                   | 12                  | 12                  | 12                  | 8                   | 6                   | 7                   | 7                   | 8                   |                     | 16                  | 34                  |
| 06                  | Ukraine             | 01.                 | 337                 | 202                 | 8                   | 12                  | 12                  | 12                  | 12                  | 12                  | 10                  | 10                  | 12                  | 12                  | 12                  | 12                  | 12                  | 12                  | 10                  | 12                  | 10                  | 10                  |                     | 18                  | 34                  |
| 07                  | Bulgarien           | 16.                 | 029                 | 011                 | 1                   | -                   | -                   |                     | -                   | -                   | -                   | 10                  | -                   | -                   | -                   | -                   | -                   | -                   | -                   | -                   | -                   | -                   | -                   | 02                  | 05                  |
| 07                  | Bulgarien           | 16.                 | 029                 | 018                 | 12                  | -                   | -                   |                     | -                   | -                   | -                   | 1                   | -                   | -                   | -                   | -                   | 5                   | -                   | -                   | -                   | -                   | -                   | -                   | 03                  | 05                  |
| 08                  | Niederlande         | 02.                 | 221                 | 142                 | 10                  | 12                  | 8                   | 4                   | 2                   | 12                  | 8                   | 6                   | 7                   | 10                  | 3                   | 8                   | 2                   |                     | 8                   | 8                   | 10                  | 12                  | 12                  | 18                  | 36                  |
| 08                  | Niederlande         | 02.                 | 221                 | 079                 | 3                   | 4                   | 5                   | 3                   | 3                   | 4                   | 4                   | 4                   | 8                   | 4                   | 3                   | 6                   | 8                   |                     | 1                   | 8                   | 3                   | 2                   | 6                   | 18                  | 36                  |
| 09                  | Moldau              | 08.                 | 154                 | 019                 | -                   | 1                   | -                   | 1                   | -                   | -                   | -                   | 7                   | -                   | 5                   | -                   | 1                   |                     | -                   | 1                   | 1                   | -                   | -                   | 2                   | 08                  | 25                  |
| 09                  | Moldau              | 08.                 | 154                 | 135                 | -                   | 6                   | 10                  | 8                   | 10                  | 6                   | 7                   | 6                   | 7                   | 10                  | 8                   | 7                   |                     | 10                  | 6                   | 10                  | 7                   | 7                   | 10                  | 17                  | 25                  |
| 10                  | Portugal            | 04.                 | 208                 | 121                 | 4                   | 10                  | 10                  | 5                   | 12                  | 8                   | 6                   | 5                   | 6                   | -                   | 5                   | 7                   | 5                   | 10                  | 10                  |                     | 6                   | 4                   | 8                   | 17                  | 35                  |
| 10                  | Portugal            | 04.                 | 208                 | 087                 | 5                   | 8                   | 1                   | 6                   | 1                   | 3                   | 8                   | 3                   | 2                   | 6                   | 6                   | 8                   | 4                   | 6                   | 2                   |                     | 2                   | 12                  | 4                   | 18                  | 35                  |
| 11                  | Kroatien            | 11.                 | 075                 | 042                 | 3                   | 4                   | 3                   | 6                   |                     | -                   | -                   | 8                   | -                   | 4                   | -                   | -                   | -                   | 3                   | -                   | -                   | 8                   | -                   | 3                   | 09                  | 15                  |
| 11                  | Kroatien            | 11.                 | 075                 | 033                 | 6                   | -                   | 6                   | 2                   |                     | -                   | -                   | -                   | -                   | -                   | -                   | -                   | -                   | -                   | -                   | 1                   | 12                  | 6                   | -                   | 06                  | 15                  |
| 12                  | Dänemark            | 13.                 | 055                 | 035                 | -                   | -                   | 5                   | 2                   | 3                   |                     | -                   | -                   | 1                   | -                   | 6                   | 5                   | -                   | -                   | 3                   | -                   | -                   | 5                   | 5                   | 09                  | 16                  |
| 12                  | Dänemark            | 13.                 | 055                 | 020                 | -                   | -                   | -                   | -                   | -                   |                     | -                   | -                   | 6                   | -                   | 2                   | 1                   | 3                   | -                   | 4                   | 3                   | 1                   | -                   | -                   | 07                  | 16                  |
| 13                  | Österreich          | 15.                 | 042                 | 006                 | -                   | -                   |                     | -                   | -                   | -                   | 1                   | 2                   | -                   | 3                   | -                   | -                   | -                   | -                   | -                   | -                   | -                   | -                   | -                   | 03                  | 15                  |
| 13                  | Österreich          | 15.                 | 042                 | 036                 | 4                   | 5                   |                     | -                   | 4                   | 2                   | -                   | 2                   | 4                   | 2                   | 1                   | -                   | 2                   | -                   | 3                   | -                   | -                   | 4                   | 3                   | 12                  | 15                  |
| 14                  | Island              | 10.                 | 103                 | 064                 | 5                   | 3                   | 2                   | -                   | 4                   | 4                   | 4                   | -                   |                     | -                   | 8                   | 4                   | 3                   | 5                   | 2                   | 10                  | -                   | 6                   | 4                   | 14                  | 23                  |
| 14                  | Island              | 10.                 | 103                 | 039                 | -                   | -                   | -                   | -                   | -                   | 7                   | 3                   | -                   |                     | -                   | 5                   | 2                   | -                   | 4                   | 7                   | 2                   | -                   | 1                   | 8                   | 09                  | 23                  |
| 15                  | Griechenland        | 03.                 | 211                 | 151                 | 8                   | 8                   | 6                   | 10                  | 8                   | 10                  | 12                  |                     | 2                   | 12                  | 10                  | 6                   | 8                   | 12                  | 12                  | 5                   | 5                   | 10                  | 7                   | 18                  | 29                  |
| 15                  | Griechenland        | 03.                 | 211                 | 060                 | 10                  | 10                  | -                   | 7                   | -                   | -                   | 1                   |                     | -                   | 3                   | -                   | -                   | 1                   | 3                   | 12                  | 4                   | 8                   | -                   | 1                   | 11                  | 29                  |
| 16                  | Norwegen            | 06.                 | 177                 | 073                 | 2                   | 6                   | 4                   | 7                   | -                   | 3                   | 3                   | 1                   | 12                  | -                   | 7                   | 3                   | 7                   | 6                   |                     | 2                   | 2                   | 7                   | 1                   | 16                  | 33                  |
| 16                  | Norwegen            | 06.                 | 177                 | 104                 | 2                   | 3                   | 7                   | 4                   | 7                   | 10                  | 2                   | 7                   | 10                  | 5                   | 7                   | 5                   | 10                  | 7                   |                     | 7                   | 4                   | -                   | 7                   | 17                  | 33                  |
| 17                  | Armenien            | 05.                 | 187                 | 082                 | 7                   |                     | 12                  | 8                   | 1                   | 2                   | 7                   | -                   | 3                   | 8                   | 2                   | -                   | 6                   | 4                   | 7                   | 3                   | 1                   | 1                   | 10                  | 16                  | 33                  |
| 17                  | Armenien            | 05.                 | 187                 | 105                 | 7                   |                     | 8                   | 10                  | 5                   | 5                   | 12                  | 8                   | 3                   | 7                   | 4                   | 4                   | 7                   | 8                   | 5                   | 5                   | -                   | 5                   | 2                   | 17                  | 33                  |

- Die wenigsten Jury-Votings:  Albanien – 1
- Die wenigsten Televoting-Votings:  Slowenien – 1
- Die wenigsten Gesamt-Votings:  Slowenien – 4
- Die wenigsten Jury-Punkte:  Österreich – 6
- Die wenigsten Televoting-Punkte:  Slowenien – 8
- Die wenigsten Gesamt-Punkte:  Slowenien – 15
- Die meisten Jury-Votings:  Griechenland,  Niederlande – 18
- Die meisten Televoting-Votings:  Litauen,  Niederlande,  Portugal,  Ukraine – 18
- Die meisten Gesamt-Votings:  Niederlande – 36
- Die meisten Jury-Punkte:  Griechenland – 151
- Die meisten Televoting-Punkte:  Ukraine – 202
- Die meisten Gesamt-Punkte:  Ukraine – 337

### Statistik der Zwölf-Punkte-Vergabe (Erstes Halbfinale)
Fettgeschriebene Länder haben das Finale erreicht.
| Jury   | Jury         | Jury                                       |
| Anzahl | Land         | erhalten von                               |
| ------ | ------------ | ------------------------------------------ |
| 4      | Griechenland | Frankreich, Italien, Niederlande, Norwegen |
| 4      | Ukraine      | Albanien, Lettland, Litauen, Moldau        |
| 4      | Niederlande  | Armenien, Dänemark, Schweiz, Ukraine       |
| 1      | Albanien     | Griechenland                               |
| 1      | Armenien     | Österreich                                 |
| 1      | Lettland     | Portugal                                   |
| 1      | Litauen      | Slowenien                                  |
| 1      | Norwegen     | Island                                     |
| 1      | Portugal     | Kroatien                                   |
| 1      | Schweiz      | Bulgarien                                  |

| Zuschauer | Zuschauer    | Zuschauer |
| Anzahl    | Land         | erhalten von |
| --------- | ------------ | --- |
| 13        | Ukraine      | Albanien, Armenien, Bulgarien, Dänemark, Island, Italien, Kroatien, Lettland, Litauen, Moldau, Niederlande, Österreich, Portugal |
| 01        | Albanien     | Griechenland |
| 01        | Armenien     | Frankreich |
| 01        | Griechenland | Norwegen |
| 01        | Kroatien     | Slowenien |
| 01        | Litauen      | Ukraine |
| 01        | Portugal     | Schweiz |

### Zweites Halbfinale
Das zweite Halbfinale fand am 12. Mai 2022 um 21:00 Uhr (MESZ) statt. Zehn Länder qualifizierten sich für das Finale.
Deutschland, Spanien und das Vereinigte Königreich sowie die 18 teilnehmenden Länder waren in diesem Halbfinale stimmberechtigt.
| Platz | Startnr. | Land           | Interpret                      | Lied Musik (M) und Text (T) | Sprache               | Übersetzung (inoffiziell) | Punkte      | Punkte      | Punkte |
| Platz | Startnr. | Land           | Interpret                      | Lied Musik (M) und Text (T) | Sprache               | Übersetzung (inoffiziell) | Jury        | Zuschauer   | Gesamt |
| ----- | -------- | -------------- | ------------------------------ | --- | --------------------- | ------------------------- | ----------- | ----------- | ------ |
| 01.   | 17       | Schweden       | Cornelia Jakobs                | Hold Me Closer M/T: Cornelia Jakobs, David Zandén, Isa Molin | Englisch              | Halte mich fester         | 222 (1.)    | 174 (2.)    | 396    |
| 02.   | 08       | Australien     | Sheldon Riley                  | Not the Same M: Sheldon Riley Hernandez, Cam Nacson; T: Sheldon Riley Hernandez | Englisch              | Nicht dasselbe            | 169 (2.)    | 074 0(8.)   | 243    |
| 03.   | 03       | Serbien        | Konstrakta Констракта          | In corpore sano M: Ana Đurić, Milovan Bošković; T: Ana Đurić | Serbisch, Latein      | In einem gesunden Körper  | 063 0(8.)   | 174 (1.)    | 237    |
| 04.   | 18       | Tschechien     | We Are Domi                    | Lights Off M: Benjamin Rekstad, Casper Hatlestad, Dominika Hašková, Abigail Frances Jones, Einar Eriksen Kvaløy; T: Benjamin Rekstad, Dominika Hašková, Abigail Frances Jones                                                                      | Englisch              | Lichter aus               | 102 (5.)    | 125 (3.)    | 227    |
| 05.   | 12       | Estland        | Stefan                         | Hope M: Stefan Airapetjan, Karl-Ander Reismann; T: Stefan Airapetjan | Englisch              | Hoffnung                  | 113 (3.)    | 096 0(7.)   | 209    |
| 06.   | 14       | Polen          | Ochman                         | River M: Krystian Ochman, Ashley Hicklin, Adam Wiśniewski, Mikołaj Trybulec; T: Krystian Ochman, Ashley Hicklin | Englisch              | Fluss                     | 084 0(7.)   | 114 (4.)    | 198    |
| 07.   | 01       | Finnland       | The Rasmus                     | Jezebel M/T: Lauri Ylönen, Desmond Child | Englisch              | Isebel                    | 063 0(9.)   | 099 0(6.)   | 162    |
| 08.   | 16       | Belgien        | Jérémie Makiese                | Miss You M/T: Jérémie Makiese, Manon Romiti, Mike BGRZ, Silvio Lisbonne | Englisch              | Vermisse dich             | 105 (4.)    | 046 0(10.)  | 151    |
| 09.   | 13       | Rumänien       | WRS                            | Llámame M: Andrei Ursu, Alexandru Turcu, Cezar Gună, Costel Dominteanu; T: Andrei Ursu, Cezar Gună | Englisch, Spanisch    | Ruf mich                  | 018 0(14.)  | 100 (5.)    | 118    |
| 10.   | 04       | Aserbaidschan  | Nadir Rüstəmli                 | Fade to Black M/T: Andreas Stone Johansson, Anderz Wrethov, Sebastian Schub, Thomas Stengaard | Englisch              | Zu Schwarz verblassen     | 096 0(6.)   | 000 00(18.) | 096    |
| 11.   | 11       | Nordmazedonien | Andrea Андреа                  | Circles M: Aleksandar Masevski; T: Aleksandar Masevski, Andrea Koevska | Englisch              | Kreise                    | 056 0(10.)  | 020 0(15.)  | 076    |
| 12.   | 09       | Zypern         | Andromache Ανδρομάχη           | Ela M/T: Alex P, Arash Labaf, Eyelar Mirzazadeh, Fatjon Miftaraj, Filloreta Raci Fifi, Geraldo Sandell, Giorgos Papadopoulos, Robert Uhlmann, Viktor Svensson, Yll Limani                                                                          | Englisch, Griechisch  | Komm                      | 009 00(18.) | 054 0(9.)   | 063    |
| 13.   | 02       | Israel         | Michael Ben David מיכאל בן דוד | I.M M/T: Asi Tal, Chen Aharoni, Lidor Saadia | Englisch              | Ich bin                   | 034 0(11.)  | 027 0(13.)  | 061    |
| 14.   | 07       | San Marino     | Achille Lauro                  | Stripper M: Gregorio Calculli (Greg), Marco Lanciotti (Lancs), Matteo Ciceroni (Gow Tribe), Mattia Cutolo (Banf); T: Lauro De Marinis, Daniele Dezi, Daniele Mungai, Davide Petrella, Federico De Marinis, Francesco Viscovo, Simon Pietro Manzari | Italienisch, Englisch | −                         | 021 0(13.)  | 029 0(12.)  | 050    |
| 15.   | 10       | Irland         | Brooke                         | That’s Rich M/T: Brooke Scullion, Izzy Warner, Karl Zine | Englisch              | Das ist ein starkes Stück | 012 0(16.)  | 035 0(11.)  | 047    |
| 16.   | 06       | Malta          | Emma Muscat                    | I Am What I Am M/T: Emma Muscat, Dino Medanhodzic, Julie Aagaard, Stine Kinck | Englisch              | Ich bin was ich bin       | 027 0(12.)  | 020 0(16.)  | 047    |
| 17.   | 15       | Montenegro     | Vladana Владана                | Breathe M: Vladana, Darko Dimitrov; T: Vladana | Englisch, Italienisch | Atmen                     | 011 0(17.)  | 022 0(14.)  | 033    |
| 18.   | 05       | Georgien       | Circus Mircus ცირკუს მირკუსი   | Lock Me In M/T: Circus Mircus | Englisch              | Sperr mich ein            | 013 0(15.)  | 009 00(17.) | 022    |

 für das Finale qualifiziert

### Punktetafel zweites Halbfinale
In der folgenden Tabelle sind die Punkte der Jury und des Televotings dargestellt. Die grün unterlegten Länder zeigen an, dass sich das Land für das Finale qualifiziert hat. Die orange unterlegte Zeile stellt die Televotingpunkte dar, während die weiß bzw. grün unterlegte Zeile die Jurypunkte darstellt. Die grau hinterlegten Jurybewertungen wurden durch die EBU vergeben.
| Abstimmungsergebnis | Abstimmungsergebnis | Abstimmungsergebnis | Abstimmungsergebnis | Abstimmungsergebnis | Abstimmungsergebnis | Abstimmungsergebnis | Abstimmungsergebnis | Abstimmungsergebnis | Abstimmungsergebnis | Abstimmungsergebnis | Abstimmungsergebnis | Abstimmungsergebnis | Abstimmungsergebnis | Abstimmungsergebnis | Abstimmungsergebnis | Abstimmungsergebnis | Abstimmungsergebnis | Abstimmungsergebnis | Abstimmungsergebnis | Abstimmungsergebnis | Abstimmungsergebnis | Abstimmungsergebnis | Abstimmungsergebnis | Abstimmungsergebnis | Abstimmungsergebnis | Abstimmungsergebnis | Abstimmungsergebnis |
| Startnr.            | Land                |                     |                     |                     |                     |                     |                     |                     |                     |                     |                     |                     |                     |                     |                     |                     |                     |                     |                     |                     |                     |                     |                     |                     |                     |                     |                     |
| Startnr.            | Land                | Platz               | Punkte              | Punkte              | AU                  | AZ                  | BE                  | CY                  | CZ                  | EE                  | FI                  | GE                  | DE                  | IE                  | IL                  | MT                  | ME                  | MK                  | PL                  | RO                  | SM                  | RS                  | ES                  | SE                  | UK                  | Votings             | Votings             |
| ------------------- | ------------------- | ------------------- | ------------------- | ------------------- | ------------------- | ------------------- | ------------------- | ------------------- | ------------------- | ------------------- | ------------------- | ------------------- | ------------------- | ------------------- | ------------------- | ------------------- | ------------------- | ------------------- | ------------------- | ------------------- | ------------------- | ------------------- | ------------------- | ------------------- | ------------------- | ------------------- | ------------------- |
| 01                  | Finnland            | 07.                 | 162                 | 063                 | -                   | 4                   | 5                   | 2                   | 2                   | 8                   |                     | 3                   | 1                   | -                   | 5                   | 3                   | 4                   | 4                   | 4                   | 4                   | 3                   | 5                   | 2                   | 4                   | -                   | 17                  | 35                  |
| 01                  | Finnland            | 07.                 | 162                 | 099                 | 2                   | 5                   | 4                   | 2                   | 10                  | 12                  |                     | 6                   | 7                   | 1                   | -                   | 6                   | -                   | 8                   | 6                   | 4                   | 3                   | 1                   | 6                   | 12                  | 4                   | 18                  | 35                  |
| 02                  | Israel              | 13.                 | 061                 | 034                 | 10                  | 1                   | 7                   | -                   | -                   | -                   | -                   | -                   | 2                   | 3                   |                     | 2                   | -                   | -                   | 1                   | 1                   | -                   | -                   | 3                   | 3                   | 1                   | 11                  | 16                  |
| 02                  | Israel              | 13.                 | 061                 | 027                 | -                   | 10                  | -                   | -                   | 3                   | -                   | -                   | 10                  | 2                   | -                   |                     | -                   | -                   | -                   | -                   | -                   | 2                   | -                   | -                   | -                   | -                   | 05                  | 16                  |
| 03                  | Serbien             | 03.                 | 237                 | 063                 | 4                   | 3                   | 2                   | 5                   | -                   | -                   | 8                   | 2                   | -                   | 7                   | 1                   | -                   | 7                   | 12                  | -                   | -                   | 2                   |                     | 5                   | -                   | 5                   | 13                  | 32                  |
| 03                  | Serbien             | 03.                 | 237                 | 174                 | 12                  | -                   | 6                   | 12                  | 12                  | 4                   | 8                   | 12                  | 10                  | 4                   | 8                   | 12                  | 12                  | 12                  | 7                   | 10                  | 12                  |                     | 5                   | 10                  | 6                   | 19                  | 32                  |
| 04                  | Aserbaidschan       | 10.                 | 096                 | 096                 | 3                   |                     | 3                   | 6                   | 4                   | 6                   | 7                   | 4                   | 10                  | -                   | -                   | 4                   | 5                   | 1                   | 3                   | 3                   | 4                   | 8                   | 12                  | 5                   | 8                   | 18                  | 18                  |
| 04                  | Aserbaidschan       | 10.                 | 096                 | 000                 | -                   |                     | -                   | -                   | -                   | -                   | -                   | -                   | -                   | -                   | -                   | -                   | -                   | -                   | -                   | -                   | -                   | -                   | -                   | -                   | -                   | 0                   | 18                  |
| 05                  | Georgien            | 18.                 | 022                 | 013                 | 1                   | -                   | -                   | -                   | 5                   | 3                   | -                   |                     | 3                   | -                   | -                   | 1                   | -                   | -                   | -                   | -                   | -                   | -                   | -                   | -                   | -                   | 05                  | 09                  |
| 05                  | Georgien            | 18.                 | 022                 | 009                 | 1                   | -                   | -                   | -                   | -                   | 1                   | 2                   |                     | -                   | -                   | 5                   | -                   | -                   | -                   | -                   | -                   | -                   | -                   | -                   | -                   | -                   | 04                  | 09                  |
| 06                  | Malta               | 16.                 | 047                 | 027                 | -                   | 2                   | -                   | -                   | 1                   | 1                   | -                   | 1                   | -                   | 6                   | 2                   |                     | -                   | 6                   | -                   | -                   | 1                   | -                   | -                   | 7                   | -                   | 09                  | 18                  |
| 06                  | Malta               | 16.                 | 047                 | 020                 | -                   | 3                   | 2                   | 1                   | -                   | 3                   | -                   | -                   | -                   | 3                   | -                   |                     | 1                   | 3                   | -                   | -                   | -                   | 2                   | -                   | 2                   | -                   | 09                  | 18                  |
| 07                  | San Marino          | 14.                 | 050                 | 021                 | -                   | -                   | 12                  | -                   | -                   | -                   | 5                   | -                   | -                   | -                   | -                   | -                   | -                   | -                   | 2                   | 2                   |                     | -                   | -                   | -                   | -                   | 04                  | 11                  |
| 07                  | San Marino          | 14.                 | 050                 | 029                 | 5                   | -                   | -                   | -                   | -                   | -                   | 4                   | -                   | -                   | -                   | -                   | 8                   | -                   | -                   | 4                   | 2                   |                     | -                   | 3                   | -                   | 3                   | 07                  | 11                  |
| 08                  | Australien          | 02.                 | 243                 | 169                 |                     | 10                  | 8                   | 10                  | 8                   | 10                  | 10                  | 10                  | 6                   | 5                   | 10                  | 10                  | 10                  | 5                   | 10                  | 10                  | 10                  | 2                   | 10                  | 12                  | 3                   | 20                  | 36                  |
| 08                  | Australien          | 02.                 | 243                 | 074                 |                     | 7                   | 3                   | 4                   | 5                   | 5                   | 6                   | 2                   | 3                   | 7                   | 6                   | 7                   | 3                   | -                   | 2                   | 3                   | 7                   | -                   | -                   | 4                   | -                   | 16                  | 36                  |
| 09                  | Zypern              | 12.                 | 063                 | 009                 | -                   | -                   | -                   |                     | -                   | -                   | 3                   | -                   | -                   | 4                   | -                   | -                   | -                   | -                   | -                   | -                   | -                   | -                   | -                   | 2                   | -                   | 03                  | 15                  |
| 09                  | Zypern              | 12.                 | 063                 | 054                 | -                   | 12                  | -                   |                     | -                   | -                   | -                   | 1                   | -                   | -                   | -                   | 1                   | 8                   | 5                   | 3                   | 7                   | 4                   | 10                  | 1                   | 1                   | 1                   | 12                  | 15                  |
| 10                  | Irland              | 15.                 | 047                 | 012                 | 6                   | -                   | 1                   | 1                   | -                   | 4                   | -                   | -                   | -                   |                     | -                   | -                   | -                   | -                   | -                   | -                   | -                   | -                   | -                   | -                   | -                   | 04                  | 11                  |
| 10                  | Irland              | 15.                 | 047                 | 035                 | 8                   | -                   | 1                   | -                   | 1                   | -                   | -                   | -                   | -                   |                     | 3                   | 3                   | -                   | -                   | -                   | -                   | -                   | -                   | 7                   | -                   | 12                  | 07                  | 11                  |
| 11                  | Nordmazedonien      | 11.                 | 076                 | 056                 | 7                   | -                   | -                   | -                   | 10                  | -                   | 2                   | -                   | 12                  | 1                   | -                   | 5                   | 1                   |                     | 5                   | 5                   | -                   | 1                   | -                   | -                   | 7                   | 11                  | 14                  |
| 11                  | Nordmazedonien      | 11.                 | 076                 | 020                 | -                   | -                   | -                   | -                   | 2                   | -                   | -                   | -                   | -                   | -                   | -                   | -                   | 10                  |                     | -                   | -                   | -                   | 8                   | -                   | -                   | -                   | 03                  | 14                  |
| 12                  | Estland             | 05.                 | 209                 | 113                 | 5                   | 7                   | -                   | 7                   | 7                   |                     | 4                   | 7                   | 4                   | 8                   | 3                   | 8                   | 6                   | 2                   | 7                   | 7                   | 7                   | 10                  | -                   | 10                  | 4                   | 18                  | 35                  |
| 12                  | Estland             | 05.                 | 209                 | 096                 | 3                   | -                   | 7                   | 3                   | 8                   |                     | 12                  | 7                   | 4                   | 6                   | 4                   | -                   | 7                   | 1                   | 10                  | 8                   | -                   | 4                   | 2                   | 8                   | 2                   | 17                  | 35                  |
| 13                  | Rumänien            | 09.                 | 118                 | 018                 | -                   | -                   | -                   | -                   | -                   | 2                   | -                   | -                   | 8                   | -                   | 4                   | -                   | -                   | -                   | -                   |                     | -                   | -                   | 4                   | -                   | -                   | 04                  | 22                  |
| 13                  | Rumänien            | 09.                 | 118                 | 100                 | 4                   | 6                   | 8                   | 10                  | 4                   | 2                   | 3                   | 5                   | 5                   | 5                   | 2                   | 5                   | -                   | -                   | 5                   |                     | 8                   | 6                   | 12                  | 3                   | 7                   | 18                  | 22                  |
| 14                  | Polen               | 06.                 | 198                 | 084                 | -                   | 8                   | 6                   | 8                   | 3                   | -                   | 1                   | 8                   | -                   | -                   | 8                   | 6                   | 3                   | 8                   |                     | -                   | 8                   | 3                   | 7                   | 1                   | 6                   | 15                  | 34                  |
| 14                  | Polen               | 06.                 | 198                 | 114                 | 6                   | 1                   | 12                  | 8                   | 7                   | 6                   | 5                   | 3                   | 12                  | 12                  | 7                   | 4                   | 2                   | 2                   |                     | 1                   | 5                   | -                   | 4                   | 7                   | 10                  | 19                  | 34                  |
| 15                  | Montenegro          | 17.                 | 033                 | 011                 | -                   | -                   | -                   | -                   | -                   | -                   | -                   | -                   | -                   | -                   | -                   | -                   |                     | 3                   | -                   | -                   | -                   | 7                   | 1                   | -                   | -                   | 03                  | 05                  |
| 15                  | Montenegro          | 17.                 | 033                 | 022                 | -                   | -                   | -                   | -                   | -                   | -                   | -                   | -                   | -                   | -                   | -                   | -                   |                     | 10                  | -                   | -                   | -                   | 12                  | -                   | -                   | -                   | 02                  | 05                  |
| 16                  | Belgien             | 08.                 | 151                 | 105                 | 8                   | 5                   |                     | 3                   | 6                   | 5                   | -                   | 5                   | 5                   | 2                   | 7                   | -                   | 8                   | 10                  | 6                   | 6                   | 5                   | 6                   | 8                   | 8                   | 2                   | 18                  | 32                  |
| 16                  | Belgien             | 08.                 | 151                 | 046                 | -                   | 4                   |                     | 6                   | -                   | 7                   | 1                   | -                   | 1                   | 2                   | 1                   | -                   | 5                   | 4                   | 1                   | 5                   | 1                   | 3                   | -                   | 5                   | -                   | 14                  | 32                  |
| 17                  | Schweden            | 01.                 | 396                 | 222                 | 12                  | 12                  | 10                  | 12                  | 12                  | 12                  | 12                  | 12                  | 7                   | 12                  | 12                  | 12                  | 12                  | 7                   | 12                  | 12                  | 12                  | 12                  | 6                   |                     | 12                  | 20                  | 40                  |
| 17                  | Schweden            | 01.                 | 396                 | 174                 | 10                  | 8                   | 10                  | 7                   | 6                   | 10                  | 10                  | 8                   | 8                   | 10                  | 12                  | 10                  | 6                   | 7                   | 12                  | 12                  | 10                  | 5                   | 8                   |                     | 5                   | 20                  | 40                  |
| 18                  | Tschechien          | 04.                 | 227                 | 102                 | 2                   | 6                   | 4                   | 4                   |                     | 7                   | 6                   | 6                   | -                   | 10                  | 6                   | 7                   | 2                   | -                   | 8                   | 8                   | 6                   | 4                   | -                   | 6                   | 10                  | 17                  | 37                  |
| 18                  | Tschechien          | 04.                 | 227                 | 125                 | 7                   | 2                   | 5                   | 5                   |                     | 8                   | 7                   | 4                   | 6                   | 8                   | 10                  | 2                   | 4                   | 6                   | 8                   | 6                   | 6                   | 7                   | 10                  | 6                   | 8                   | 20                  | 37                  |

- Die wenigsten Jury-Votings:  Montenegro,  Zypern – 3
- Die wenigsten Televoting-Votings:  Aserbaidschan – 0
- Die wenigsten Gesamt-Votings:  Montenegro – 5
- Die wenigsten Jury-Punkte:  Zypern – 9
- Die wenigsten Televoting-Punkte:  Aserbaidschan – 0
- Die wenigsten Gesamt-Punkte:  Georgien – 22
- Die meisten Jury-Votings:  Australien,  Schweden – 20
- Die meisten Televoting-Votings:  Schweden,  Tschechien – 20
- Die meisten Gesamt-Votings:  Schweden – 40
- Die meisten Jury-Punkte:  Schweden – 222
- Die meisten Televoting-Punkte:  Schweden,  Serbien – 174
- Die meisten Gesamt-Punkte:  Schweden – 396

### Statistik der Zwölf-Punkte-Vergabe (Zweites Halbfinale)
Fettgeschriebene Länder haben das Finale erreicht. Die eingeklammerten Jurybewertungen wurden durch die EBU vergeben.
| Jury   | Jury           | Jury |
| Anzahl | Land           | erhalten von |
| ------ | -------------- | --- |
| 16     | Schweden       | Australien, (Aserbaidschan), Estland, Finnland, (Georgien), Irland, Israel, Malta, (Montenegro), (Polen), (Rumänien), (San Marino), Serbien, Tschechien, Vereinigtes Königreich, Zypern |
| 01     | Aserbaidschan  | Spanien |
| 01     | Australien     | Schweden |
| 01     | Nordmazedonien | Deutschland |
| 01     | San Marino     | Belgien |
| 01     | Serbien        | Nordmazedonien |

| Zuschauer | Zuschauer  | Zuschauer                                                                               |
| Anzahl    | Land       | erhalten von                                                                            |
| --------- | ---------- | --------------------------------------------------------------------------------------- |
| 8         | Serbien    | Australien, Georgien, Malta, Montenegro, Nordmazedonien, San Marino, Tschechien, Zypern |
| 3         | Polen      | Belgien, Deutschland, Irland                                                            |
| 3         | Schweden   | Israel, Polen, Rumänien                                                                 |
| 2         | Finnland   | Estland, Schweden                                                                       |
| 1         | Estland    | Finnland                                                                                |
| 1         | Irland     | Vereinigtes Königreich                                                                  |
| 1         | Montenegro | Serbien                                                                                 |
| 1         | Rumänien   | Spanien                                                                                 |
| 1         | Zypern     | Aserbaidschan                                                                           |

## Finale
Das Finale fand am 14. Mai 2022 um 21:00 Uhr (MESZ) statt. Die Länder der Big Five (Deutschland, Frankreich, Italien, Spanien, Vereinigtes Königreich) und somit auch der Gastgeber Italien waren direkt qualifiziert. Hinzu kamen je zehn Länder aus den beiden Halbfinals, sodass insgesamt 25 Länder antraten. Alle Teilnehmerländer waren abstimmungsberechtigt.
Australien, Estland und Tschechien nahmen zum ersten Mal seit 2019; Armenien, Polen und Rumänien zum ersten Mal seit 2017 wieder am Finale teil. Bis auf Armenien, das 2021 aussetzte, waren alle anderen Länder in diesem Zeitraum jeweils im Halbfinale ausgeschieden.
Die Startreihenfolge des Finales wurde von den Produzenten bestimmt und am Freitag, dem 13. Mai 2022, veröffentlicht. Die 20 Finalisten aus den jeweiligen Halbfinalen zogen ihre Hälfte, in welcher sie im Finale antreten werden, auf der Pressekonferenz nach deren jeweiligem Halbfinale. Die Big Five zogen bereits nach dem zweiten Probelauf auf der jeweiligen Pressekonferenz ihre Hälfte. Italiens Startposition wurde bereits im Vorfeld ausgelost.

### Ergebnisliste
| Platz | Startnr. | Land                   | Interpret                                            | Lied Musik (M) und Text (T) | Sprache                 | Übersetzung (inoffiziell)   | Punkte      | Punkte      | Punkte |
| Platz | Startnr. | Land                   | Interpret                                            | Lied Musik (M) und Text (T) | Sprache                 | Übersetzung (inoffiziell)   | Jury        | Zuschauer   | Gesamt |
| ----- | -------- | ---------------------- | ---------------------------------------------------- | --- | ----------------------- | --------------------------- | ----------- | ----------- | ------ |
| 01.   | 12       | Ukraine                | Kalush Orchestra                                     | Stefania Стефанія M: Ihor Didentschuk, Witalij Duschyk, Tymofij Musytschuk; T: Oleh Psjuk, Iwan Klymenko | Ukrainisch              | −                           | 192 (4.)    | 439 (1.)    | 631    |
| 02.   | 22       | Vereinigtes Königreich | Sam Ryder                                            | Space Man M/T: Sam Ryder, Amy Wadge, Max Wolfgang | Englisch                | Raumfahrer                  | 283 (1.)    | 183 (5.)    | 466    |
| 03.   | 10       | Spanien                | Chanel                                               | SloMo M: Arjen Thonen, Ibere Fortes, Keith Harris, Leroy Sánchez, Maggie Szabo; T: Ibere Fortes, Leroy Sánchez, Maggie Szabo                                                                                      | Spanisch, Englisch      | Zeitlupe                    | 231 (3.)    | 228 (3.)    | 459    |
| 04.   | 20       | Schweden               | Cornelia Jakobs                                      | Hold Me Closer M/T: Cornelia Jakobs, David Zandén, Isa Molin | Englisch                | Halte mich fester           | 258 (2.)    | 180 (6.)    | 438    |
| 05.   | 24       | Serbien                | Konstrakta Констракта                                | In corpore sano M: Ana Đurić, Milovan Bošković; T: Ana Đurić | Serbisch, Latein        | In einem gesunden Körper    | 087 0(11.)  | 225 (4.)    | 312    |
| 06.   | 09       | Italien (Gastgeber)    | Mahmood & Blanco                                     | Brividi M: Alessandro Mahmoud, Riccardo Fabbriconi, Michele Zocca (Michelangelo); T: Alessandro Mahmoud, Riccardo Fabbriconi                                                                                      | Italienisch             | Schauder                    | 158 (7.)    | 110 (8.)    | 268    |
| 07.   | 19       | Moldau                 | Zdob și Zdub & Advahov Brothers                      | Trenulețul M/T: Mihail Gincu, Roman Iagupov, Vasile Advahov, Vitalie Advahov, Andrei Cebotari, Sveatoslav Staruș                                                                                                  | Rumänisch, Englisch     | Das Bähnchen                | 014 0(20.)  | 239 (2.)    | 253    |
| 08.   | 17       | Griechenland           | Amanda Georgiadi Tenfjord Αμάντα Γεωργιάδη Τενφιόρντ | Die Together M: Amanda Georgiadi Tenfjord, Bjørn Helge Gammelsæter; T: Amanda Georgiadi Tenfjord | Englisch                | Gemeinsam sterben           | 158 (6.)    | 057 0(12.)  | 215    |
| 09.   | 03       | Portugal               | MARO                                                 | Saudade, saudade M: MARO, John Blanda; T: MARO | Englisch, Portugiesisch | Sehnsucht, Sehnsucht        | 171 (5.)    | 036 0(15.)  | 207    |
| 10.   | 07       | Norwegen               | Subwoolfer                                           | Give That Wolf a Banana M/T: Keith, Jim, DJ Astronaut | Englisch                | Gib diesem Wolf eine Banane | 036 0(17.)  | 146 (7.)    | 182    |
| 11.   | 11       | Niederlande            | S10                                                  | De diepte M/T: Stien den Hollander, Arno Krabman | Niederländisch          | Die Tiefe                   | 129 (8.)    | 042 0(14.)  | 171    |
| 12.   | 23       | Polen                  | Ochman                                               | River M: Krystian Ochman, Ashley Hicklin, Adam Wiśniewski, Mikołaj Trybulec; T: Krystian Ochman, Ashley Hicklin                                                                                                   | Englisch                | Fluss                       | 046 0(14.)  | 105 (9.)    | 151    |
| 13.   | 25       | Estland                | Stefan                                               | Hope M: Stefan Airapetjan, Karl-Ander Reismann; T: Stefan Airapetjan | Englisch                | Hoffnung                    | 043 0(15.)  | 098 0(10.)  | 141    |
| 14.   | 14       | Litauen                | Monika Liu                                           | Sentimentai M/T: Monika Liu | Litauisch               | Gefühle                     | 035 0(18.)  | 093 0(11.)  | 128    |
| 15.   | 21       | Australien             | Sheldon Riley                                        | Not the Same M: Sheldon Riley Hernandez, Cam Nacson; T: Sheldon Riley Hernandez | Englisch                | Nicht dasselbe              | 123 (9.)    | 002 00(24.) | 125    |
| 16.   | 15       | Aserbaidschan          | Nadir Rüstəmli                                       | Fade to Black M/T: Andreas Stone Johansson, Anderz Wrethov, Sebastian Schub, Thomas Stengaard | Englisch                | Zu Schwarz verblassen       | 103 (10.)   | 003 00(23.) | 106    |
| 17.   | 05       | Schweiz                | Marius Bear                                          | Boys Do Cry M/T: Marius Bear, Martin Gallop | Englisch                | Jungen weinen               | 078 0(12.)  | 000 00(25.) | 078    |
| 18.   | 02       | Rumänien               | WRS                                                  | Llámame M: Andrei Ursu, Alexandru Turcu, Cezar Gună, Costel Dominteanu; T: Andrei Ursu, Cezar Gună | Englisch, Spanisch      | Ruf mich                    | 012 0(21.)  | 053 0(13.)  | 065    |
| 19.   | 16       | Belgien                | Jérémie Makiese                                      | Miss You M/T: Jérémie Makiese, Manon Romiti, Mike BGRZ, Silvio Lisbonne | Englisch                | Vermisse dich               | 059 0(13.)  | 005 00(22.) | 064    |
| 20.   | 08       | Armenien               | Rosa Linn Ռոզա Լին                                   | Snap M: Rosa Linn, Allie Crystal, Courtney Harrell, Larzz Principato, Tamar Mardirossian Kaprelian; T: Rosa Linn, Allie Crystal, Courtney Harrell, Jeremy Dusolet, Larzz Principato, Tamar Mardirossian Kaprelian | Englisch                | Schnippen                   | 040 0(16.)  | 021 0(17.)  | 061    |
| 21.   | 04       | Finnland               | The Rasmus                                           | Jezebel M/T: Lauri Ylönen, Desmond Child | Englisch                | Isebel                      | 012 0(22.)  | 026 0(16.)  | 038    |
| 22.   | 01       | Tschechien             | We Are Domi                                          | Lights Off M: Benjamin Rekstad, Casper Hatlestad, Dominika Hašková, Abigail Frances Jones, Einar Eriksen Kvaløy; T: Benjamin Rekstad, Dominika Hašková, Abigail Frances Jones                                     | Englisch                | Lichter aus                 | 033 0(19.)  | 005 00(21.) | 038    |
| 23.   | 18       | Island                 | Systur                                               | Með hækkandi sól M/T: Lovísa Elísabet Sigrúnardóttir | Isländisch              | Mit der aufgehenden Sonne   | 010 0(23.)  | 010 0(18.)  | 020    |
| 24.   | 06       | Frankreich             | Alvan & Ahez                                         | Fulenn M: Alexis Morvan-Rosius; T: Marine Lavigne | Bretonisch              | Funken                      | 009 00(24.) | 008 00(19.) | 017    |
| 25.   | 13       | Deutschland            | Malik Harris                                         | Rockstars M/T: Malik Harris, Marianne Kobylka, Robin Karow | Englisch                | –                           | 000 00(25.) | 006 00(20.) | 006    |

### Punktetafel Finale
In der folgenden Tabelle sind die Punkte der Jury und des Televotings dargestellt. Die Länder in der linken Spalte sind nach der Startreihenfolge sortiert, während die abstimmungsberechtigten Länder nach der Reihenfolge bei der Vergabe der Jurypunkte sortiert sind. Das gelb unterlegte Land zeigt den ersten Platz und damit den Sieger. Die orange unterlegte Zeile stellt die Televotingpunkte dar, während die weiß bzw. gelb unterlegte Zeile die Jurypunkte darstellt. Die grau hinterlegten Jurybewertungen wurden durch die EBU vergeben.
| Land                   | Abstimmungsergebnisse | Abstimmungsergebnisse | Abstimmungsergebnisse | Abstimmungsergebnisse | Abstimmungsergebnisse | Abstimmungsergebnisse | Abstimmungsergebnisse | Abstimmungsergebnisse | Abstimmungsergebnisse | Abstimmungsergebnisse | Abstimmungsergebnisse | Abstimmungsergebnisse | Abstimmungsergebnisse | Abstimmungsergebnisse | Abstimmungsergebnisse | Abstimmungsergebnisse | Abstimmungsergebnisse | Abstimmungsergebnisse | Abstimmungsergebnisse | Abstimmungsergebnisse | Abstimmungsergebnisse | Abstimmungsergebnisse | Abstimmungsergebnisse | Abstimmungsergebnisse | Abstimmungsergebnisse | Abstimmungsergebnisse | Abstimmungsergebnisse | Abstimmungsergebnisse | Abstimmungsergebnisse | Abstimmungsergebnisse | Abstimmungsergebnisse | Abstimmungsergebnisse | Abstimmungsergebnisse | Abstimmungsergebnisse | Abstimmungsergebnisse | Abstimmungsergebnisse | Abstimmungsergebnisse | Abstimmungsergebnisse | Abstimmungsergebnisse | Abstimmungsergebnisse | Abstimmungsergebnisse | Abstimmungsergebnisse | Abstimmungsergebnisse | Abstimmungsergebnisse | Abstimmungsergebnisse |
| Land                   | Punkte                | Punkte                | NL                    | SM                    | MK                    | MT                    | UA                    | AL                    | EE                    | AZ                    | PT                    | DE                    | BE                    | NO                    | IL                    | PL                    | GR                    | MD                    | BG                    | RS                    | IS                    | CY                    | LV                    | ES                    | CH                    | DK                    | FR                    | AM                    | ME                    | RO                    | IE                    | SI                    | GE                    | HR                    | LT                    | AT                    | FI                    | UK                    | SE                    | AU                    | CZ                    | IT                    | Votings               | Votings               |                       |
| ---------------------- | --------------------- | --------------------- | --------------------- | --------------------- | --------------------- | --------------------- | --------------------- | --------------------- | --------------------- | --------------------- | --------------------- | --------------------- | --------------------- | --------------------- | --------------------- | --------------------- | --------------------- | --------------------- | --------------------- | --------------------- | --------------------- | --------------------- | --------------------- | --------------------- | --------------------- | --------------------- | --------------------- | --------------------- | --------------------- | --------------------- | --------------------- | --------------------- | --------------------- | --------------------- | --------------------- | --------------------- | --------------------- | --------------------- | --------------------- | --------------------- | --------------------- | --------------------- | --------------------- | --------------------- | --------------------- |
| Tschechien             | 038                   | 033                   | –                     | –                     | –                     | 3                     | 1                     | –                     | –                     | –                     | –                     | –                     | 2                     | –                     | 2                     | –                     | 2                     | –                     | –                     | 3                     | 2                     | –                     | –                     | –                     | –                     | –                     | 2                     | –                     | –                     | –                     | 7                     | –                     | –                     | –                     | –                     | –                     | –                     | –                     | 5                     | 4                     |                       | –                     | 11                    | 12                    |                       |
| Tschechien             | 038                   | 005                   | –                     | –                     | 5                     | –                     | –                     | –                     | –                     | –                     | –                     | –                     | –                     | –                     | –                     | –                     | –                     | –                     | –                     | –                     | –                     | –                     | –                     | –                     | –                     | –                     | –                     | –                     | –                     | –                     | –                     | –                     | –                     | –                     | –                     | –                     | –                     | –                     | –                     | –                     |                       | –                     | 01                    | 12                    |                       |
| Rumänien               | 065                   | 012                   | –                     | –                     | –                     | –                     | –                     | –                     | –                     | –                     | –                     | 1                     | –                     | –                     | –                     | –                     | 7                     | –                     | –                     | –                     | –                     | –                     | –                     | 4                     | –                     | –                     | –                     | –                     | –                     |                       | –                     | –                     | –                     | –                     | –                     | –                     | –                     | –                     | –                     | –                     | –                     | –                     | 03                    | 15                    |                       |
| Rumänien               | 065                   | 053                   | –                     | 1                     | –                     | 3                     | –                     | –                     | –                     | –                     | –                     | –                     | –                     | –                     | –                     | –                     | 2                     | 10                    | 4                     | 5                     | –                     | 4                     | –                     | 10                    | –                     | –                     | 1                     | –                     | –                     |                       | 2                     | –                     | –                     | –                     | –                     | –                     | –                     | 3                     | –                     | –                     | –                     | 8                     | 12                    | 15                    |                       |
| Portugal               | 207                   | 171                   | 8                     | –                     | –                     | –                     | 10                    | 1                     | 7                     | 7                     |                       | –                     | 5                     | 10                    | –                     | 7                     | 3                     | 2                     | 4                     | 7                     | 5                     | –                     | 6                     | –                     | 5                     | 8                     | 1                     | 8                     | 4                     | 7                     | 4                     | 3                     | 7                     | 10                    | 8                     | 10                    | –                     | 3                     | –                     | 6                     | 5                     | –                     | 29                    | 38                    |                       |
| Portugal               | 207                   | 036                   | –                     | –                     | –                     | –                     | –                     | –                     | –                     | –                     |                       | –                     | 1                     | –                     | –                     | 1                     | –                     | –                     | –                     | –                     | –                     | –                     | –                     | 4                     | 7                     | –                     | 6                     | 4                     | 5                     | –                     | –                     | –                     | –                     | –                     | 7                     | –                     | –                     | –                     | –                     | –                     | –                     | 1                     | 09                    | 38                    |                       |
| Finnland               | 038                   | 012                   | –                     | –                     | –                     | –                     | –                     | –                     | 5                     | –                     | –                     | –                     | –                     | –                     | –                     | –                     | –                     | –                     | –                     | 6                     | –                     | –                     | –                     | –                     | –                     | –                     | –                     | –                     | –                     | –                     | –                     | –                     | –                     | –                     | –                     | –                     |                       | –                     | –                     | –                     | –                     | 1                     | 03                    | 11                    |                       |
| Finnland               | 038                   | 026                   | –                     | –                     | –                     | 1                     | 4                     | 2                     | 8                     | –                     | –                     | –                     | –                     | –                     | –                     | –                     | –                     | –                     | –                     | –                     | –                     | –                     | 1                     | –                     | –                     | –                     | –                     | –                     | –                     | –                     | –                     | –                     | 2                     | –                     | –                     | –                     |                       | –                     | 7                     | –                     | 1                     | –                     | 08                    | 11                    |                       |
| Schweiz                | 078                   | 078                   | 10                    | 1                     | 1                     | –                     | 6                     | –                     | –                     | –                     | 2                     | 2                     | –                     | 1                     | –                     | 5                     | –                     | 7                     | 7                     | –                     | –                     | –                     | 3                     | 1                     |                       | 2                     | –                     | –                     | –                     | 5                     | –                     | 5                     | –                     | 1                     | 7                     | 1                     | –                     | 2                     | –                     | –                     | 6                     | 3                     | 021                   | 21                    |                       |
| Schweiz                | 078                   | 000                   | –                     | –                     | –                     | –                     | –                     | –                     | –                     | –                     | –                     | –                     | –                     | –                     | –                     | –                     | –                     | –                     | –                     | –                     | –                     | –                     | –                     | –                     |                       | –                     | –                     | –                     | –                     | –                     | –                     | –                     | –                     | –                     | –                     | –                     | –                     | –                     | –                     | –                     | –                     | –                     | 0                     | 21                    |                       |
| Frankreich             | 017                   | 009                   | –                     | –                     | –                     | –                     | –                     | –                     | –                     | 1                     | –                     | –                     | –                     | –                     | –                     | –                     | –                     | –                     | –                     | –                     | –                     | –                     | –                     | –                     | –                     | –                     |                       | 7                     | –                     | –                     | –                     | –                     | 1                     | –                     | –                     | –                     | –                     | –                     | –                     | –                     | –                     | –                     | 03                    | 09                    |                       |
| Frankreich             | 017                   | 008                   | –                     | –                     | –                     | –                     | –                     | –                     | –                     | –                     | –                     | –                     | –                     | –                     | –                     | –                     | 1                     | 2                     | –                     | 2                     | –                     | –                     | –                     | –                     | –                     | –                     |                       | –                     | –                     | 1                     | –                     | –                     | –                     | 1                     | –                     | –                     | 1                     | –                     | –                     | –                     | –                     | –                     | 06                    | 09                    |                       |
| Norwegen               | 182                   | 036                   | 3                     | –                     | –                     | –                     | –                     | –                     | –                     | –                     | –                     | 3                     | –                     |                       | –                     | –                     | –                     | –                     | 2                     | –                     | 8                     | –                     | 5                     | –                     | 1                     | –                     | –                     | –                     | –                     | –                     | –                     | –                     | –                     | –                     | –                     | 5                     | 4                     | –                     | 3                     | –                     | 2                     | –                     | 10                    | 42                    |                       |
| Norwegen               | 182                   | 146                   | 5                     | 2                     | 2                     | 4                     | 2                     | –                     | 4                     | 7                     | 2                     | 1                     | –                     |                       | 4                     | 4                     | 6                     | 6                     | 1                     | 8                     | 10                    | –                     | 5                     | 3                     | –                     | 8                     | –                     | –                     | 2                     | 2                     | 4                     | 3                     | –                     | 5                     | 2                     | 5                     | 6                     | 6                     | 10                    | 10                    | 3                     | 4                     | 32                    | 42                    |                       |
| Armenien               | 061                   | 040                   | –                     | –                     | –                     | –                     | 2                     | 4                     | –                     | –                     | 1                     | –                     | –                     | 4                     | –                     | –                     | –                     | –                     | 5                     | –                     | –                     | –                     | –                     | –                     | –                     | –                     | 7                     |                       | –                     | –                     | –                     | –                     | –                     | –                     | –                     | 6                     | 1                     | –                     | 2                     | –                     | –                     | 8                     | 10                    | 14                    |                       |
| Armenien               | 061                   | 021                   | –                     | –                     | –                     | –                     | –                     | –                     | –                     | –                     | –                     | –                     | –                     | –                     | –                     | –                     | –                     | –                     | 5                     | –                     | –                     | 1                     | –                     | –                     | –                     | –                     | 5                     |                       | –                     | –                     | –                     | –                     | 10                    | –                     | –                     | –                     | –                     | –                     | –                     | –                     | –                     | –                     | 04                    | 14                    |                       |
| Italien                | 268                   | 158                   | –                     | 3                     | 7                     | 7                     | –                     | 12                    | 10                    | 10                    | –                     | –                     | 8                     | –                     | 8                     | 4                     | 1                     | –                     | 1                     | –                     | 6                     | 1                     | –                     | 10                    | 2                     | –                     | –                     | 10                    | 10                    | 4                     | 6                     | 12                    | 10                    | 4                     | 4                     | 3                     | 2                     | –                     | –                     | 3                     | –                     |                       | 26                    | 49                    |                       |
| Italien                | 268                   | 110                   | –                     | 5                     | 6                     | 10                    | –                     | 8                     | –                     | 5                     | 3                     | 3                     | 4                     | –                     | 3                     | –                     | 7                     | –                     | 2                     | 4                     | –                     | 5                     | –                     | 5                     | 8                     | –                     | 3                     | –                     | 6                     | 4                     | –                     | 6                     | –                     | 6                     | 3                     | 3                     | –                     | –                     | –                     | 1                     | –                     |                       | 23                    | 49                    |                       |
| Spanien                | 459                   | 231                   | 5                     | 12                    | 12                    | 12                    | –                     | 5                     | –                     | 5                     | 12                    | 8                     | 10                    | 7                     | 3                     | 1                     | 5                     | 3                     | 8                     | 4                     | 3                     | 6                     | –                     |                       | 8                     | 4                     | 5                     | 12                    | 8                     | 1                     | 12                    | 1                     | 5                     | 6                     | 5                     | 2                     | –                     | 10                    | 12                    | 12                    | 7                     | –                     | 34                    | 72                    |                       |
| Spanien                | 459                   | 228                   | 7                     | 10                    | 10                    | 7                     | 1                     | 7                     | 1                     | 10                    | 10                    | 2                     | 6                     | 1                     | 8                     | 6                     | 12                    | 8                     | 8                     | 10                    | 3                     | 8                     | 4                     |                       | 6                     | 1                     | 7                     | 8                     | 8                     | 8                     | 5                     | 4                     | 6                     | 7                     | 6                     | 1                     | 3                     | 5                     | 2                     | 6                     | 6                     | –                     | 38                    | 72                    |                       |
| Niederlande            | 171                   | 129                   |                       | –                     | –                     | –                     | 8                     | 6                     | 1                     | 4                     | 7                     | 4                     | –                     | 5                     | 1                     | 3                     | 4                     | –                     | –                     | –                     | 4                     | –                     | 4                     | –                     | 10                    | 10                    | 4                     | 4                     | 3                     | 3                     | –                     | 7                     | 4                     | 2                     | 6                     | 8                     | 5                     | –                     | –                     | –                     | –                     | 12                    | 25                    | 37                    |                       |
| Niederlande            | 171                   | 042                   |                       | –                     | –                     | –                     | 3                     | 6                     | 3                     | –                     | 4                     | 4                     | 10                    | –                     | 2                     | –                     | –                     | –                     | –                     | –                     | 5                     | –                     | –                     | –                     | –                     | –                     | –                     | –                     | –                     | –                     | –                     | 1                     | –                     | –                     | 1                     | –                     | –                     | –                     | 1                     | –                     | –                     | 2                     | 12                    | 37                    |                       |
| Ukraine                | 631                   | 192                   | –                     | 2                     | –                     | –                     |                       | 7                     | –                     | 6                     | 8                     | 10                    | 6                     | 3                     | 7                     | 12                    | –                     | 12                    | –                     | –                     | 10                    | 7                     | 12                    | –                     | 3                     | 5                     | 10                    | 6                     | 6                     | 12                    | 3                     | 8                     | 6                     | 8                     | 12                    | –                     | –                     | –                     | –                     | 7                     | 4                     | –                     | 26                    | 65                    |                       |
| Ukraine                | 631                   | 439                   | 12                    | 12                    | 8                     | 8                     |                       | 10                    | 12                    | 12                    | 12                    | 12                    | 12                    | 12                    | 12                    | 12                    | 10                    | 12                    | 12                    | 7                     | 12                    | 12                    | 12                    | 12                    | 10                    | 12                    | 12                    | 10                    | 10                    | 10                    | 12                    | 10                    | 12                    | 10                    | 12                    | 12                    | 12                    | 12                    | 12                    | 12                    | 12                    | 12                    | 39                    | 65                    |                       |
| Deutschland            | 006                   | 000                   | –                     | –                     | –                     | –                     | –                     | –                     | –                     | –                     | –                     |                       | –                     | –                     | –                     | –                     | –                     | –                     | –                     | –                     | –                     | –                     | –                     | –                     | –                     | –                     | –                     | –                     | –                     | –                     | –                     | –                     | –                     | –                     | –                     | –                     | –                     | –                     | –                     | –                     | –                     | –                     | 000                   | 03                    |                       |
| Deutschland            | 006                   | 006                   | –                     | –                     | –                     | –                     | –                     | –                     | 2                     | –                     | –                     |                       | –                     | –                     | –                     | –                     | –                     | –                     | –                     | –                     | –                     | –                     | –                     | –                     | 2                     | –                     | –                     | –                     | –                     | –                     | –                     | –                     | –                     | –                     | –                     | 2                     | –                     | –                     | –                     | –                     | –                     | –                     | 03                    | 03                    |                       |
| Litauen                | 128                   | 035                   | –                     | –                     | –                     | –                     | –                     | –                     | 2                     | –                     | 5                     | –                     | –                     | 2                     | –                     | –                     | –                     | –                     | –                     | 2                     | 1                     | –                     | 1                     | –                     | –                     | 3                     | –                     | –                     | 2                     | –                     | –                     | 10                    | –                     | 7                     |                       | –                     | –                     | –                     | –                     | –                     | –                     | –                     | 10                    | 31                    |                       |
| Litauen                | 128                   | 093                   | –                     | –                     | 1                     | –                     | 10                    | –                     | 7                     | –                     | 1                     | –                     | –                     | 10                    | –                     | 2                     | –                     | 4                     | –                     | 3                     | 2                     | 2                     | 10                    | –                     | –                     | 7                     | –                     | 2                     | –                     | –                     | 8                     | 2                     | 5                     | 3                     |                       | –                     | 2                     | 7                     | 3                     | 2                     | –                     | –                     | 21                    | 31                    |                       |
| Aserbaidschan          | 106                   | 103                   | –                     | 7                     | 4                     | 2                     | 5                     | 3                     | 3                     |                       | –                     | 6                     | 3                     | –                     | –                     | –                     | 12                    | 1                     | 3                     | 12                    | –                     | 10                    | –                     | 12                    | –                     | –                     | –                     | –                     | 1                     | –                     | –                     | –                     | –                     | –                     | –                     | –                     | 3                     | 7                     | 7                     | 2                     | –                     | –                     | 19                    | 20                    |                       |
| Aserbaidschan          | 106                   | 003                   | –                     | –                     | –                     | –                     | –                     | –                     | –                     |                       | –                     | –                     | –                     | –                     | –                     | –                     | –                     | –                     | –                     | –                     | –                     | –                     | –                     | –                     | –                     | –                     | –                     | –                     | –                     | –                     | –                     | –                     | 3                     | –                     | –                     | –                     | –                     | –                     | –                     | –                     | –                     | –                     | 01                    | 20                    |                       |
| Belgien                | 064                   | 059                   | 6                     | –                     | 3                     | –                     | –                     | 2                     | –                     | –                     | –                     | –                     |                       | –                     | 4                     | –                     | –                     | 4                     | 6                     | 8                     | –                     | 2                     | –                     | 5                     | –                     | –                     | 6                     | –                     | –                     | –                     | –                     | –                     | –                     | –                     | –                     | –                     | –                     | –                     | 1                     | 5                     | –                     | 7                     | 13                    | 15                    |                       |
| Belgien                | 064                   | 005                   | 4                     | –                     | –                     | –                     | –                     | –                     | –                     | –                     | –                     | –                     |                       | –                     | –                     | –                     | –                     | 1                     | –                     | –                     | –                     | –                     | –                     | –                     | –                     | –                     | –                     | –                     | –                     | –                     | –                     | –                     | –                     | –                     | –                     | –                     | –                     | –                     | –                     | –                     | –                     | –                     | 02                    | 15                    |                       |
| Griechenland           | 215                   | 158                   | 12                    | 10                    | –                     | 1                     | 7                     | –                     | 6                     | 3                     | 4                     | –                     | –                     | 12                    | –                     | 2                     |                       | –                     | 12                    | –                     | –                     | 12                    | 7                     | 2                     | 12                    | 12                    | 3                     | 2                     | –                     | 2                     | –                     | 4                     | 3                     | 3                     | –                     | 4                     | 6                     | 4                     | –                     | –                     | 3                     | 10                    | 26                    | 35                    |                       |
| Griechenland           | 215                   | 057                   | –                     | 7                     | –                     | –                     | –                     | 12                    | –                     | 3                     | –                     | –                     | –                     | 7                     | –                     | –                     |                       | –                     | 6                     | –                     | –                     | 10                    | –                     | –                     | –                     | –                     | –                     | 3                     | –                     | –                     | –                     | 8                     | 1                     | –                     | –                     | –                     | –                     | –                     | –                     | –                     | –                     | –                     | 09                    | 35                    |                       |
| Island                 | 020                   | 010                   | –                     | –                     | –                     | –                     | –                     | –                     | –                     | –                     | 6                     | –                     | –                     | –                     | –                     | –                     | –                     | –                     | –                     | –                     |                       | –                     | –                     | –                     | –                     | 1                     | –                     | –                     | –                     | –                     | 1                     | –                     | –                     | –                     | 2                     | –                     | –                     | –                     | –                     | –                     | –                     | –                     | 04                    | 06                    |                       |
| Island                 | 020                   | 010                   | –                     | –                     | –                     | –                     | 8                     | –                     | –                     | –                     | –                     | –                     | –                     | –                     | –                     | –                     | –                     | –                     | –                     | –                     |                       | –                     | –                     | –                     | –                     | 2                     | –                     | –                     | –                     | –                     | –                     | –                     | –                     | –                     | –                     | –                     | –                     | –                     | –                     | –                     | –                     | –                     | 02                    | 06                    |                       |
| Moldau                 | 253                   | 014                   | 2                     | –                     | –                     | –                     | –                     | –                     | –                     | –                     | –                     | –                     | –                     | –                     | –                     | –                     | 6                     |                       | –                     | –                     | –                     | –                     | –                     | –                     | –                     | –                     | –                     | 1                     | –                     | –                     | –                     | –                     | –                     | –                     | –                     | –                     | –                     | –                     | –                     | –                     | –                     | 5                     | 04                    | 39                    |                       |
| Moldau                 | 253                   | 239                   | 10                    | 4                     | 7                     | –                     | 6                     | 1                     | 6                     | –                     | 8                     | 10                    | 8                     | 4                     | 6                     | 7                     | 3                     |                       | 7                     | 12                    | 6                     | –                     | 7                     | 7                     | 4                     | 5                     | 10                    | 5                     | 7                     | 12                    | 7                     | 7                     | 8                     | 8                     | 5                     | 7                     | 5                     | 8                     | –                     | 4                     | 8                     | 10                    | 35                    | 39                    |                       |
| Schweden               | 438                   | 258                   | 1                     | 5                     | 6                     | 10                    | 4                     | 8                     | 12                    | 8                     | –                     | 7                     | 7                     | 8                     | 12                    | 10                    | –                     | 8                     | –                     | 5                     | 12                    | 5                     | 10                    | 7                     | 7                     | 7                     | –                     | 5                     | 7                     | 10                    | 10                    | –                     | 8                     | 5                     | 3                     | 7                     | 12                    | 12                    |                       | 10                    | 10                    | –                     | 33                    | 66                    |                       |
| Schweden               | 438                   | 180                   | 2                     | 3                     | 4                     | 5                     | –                     | –                     | 10                    | 4                     | 7                     | 5                     | 5                     | 8                     | 5                     | 10                    | 4                     | 5                     | –                     | 1                     | 8                     | –                     | 6                     | 6                     | 3                     | 10                    | –                     | 7                     | 1                     | 6                     | 3                     | 5                     | –                     | 4                     | 10                    | 6                     | 8                     | 4                     |                       | 5                     | 5                     | 5                     | 33                    | 66                    |                       |
| Australien             | 125                   | 123                   | 7                     | 6                     | 5                     | 6                     | 3                     | –                     | 8                     | –                     | –                     | 5                     | 1                     | –                     | 5                     | 6                     | 8                     | 6                     | –                     | –                     | –                     | 8                     | 2                     | 8                     | 4                     | –                     | –                     | –                     | –                     | 6                     | 2                     | –                     | –                     | –                     | –                     | –                     | 8                     | 6                     | 10                    |                       | 1                     | 2                     | 23                    | 24                    |                       |
| Australien             | 125                   | 002                   | –                     | –                     | –                     | –                     | –                     | –                     | –                     | 2                     | –                     | –                     | –                     | –                     | –                     | –                     | –                     | –                     | –                     | –                     | –                     | –                     | –                     | –                     | –                     | –                     | –                     | –                     | –                     | –                     | –                     | –                     | –                     | –                     | –                     | –                     | –                     | –                     | –                     |                       | –                     | –                     | 01                    | 24                    |                       |
| Vereinigtes Königreich | 466                   | 283                   | 4                     | 8                     | 8                     | 8                     | 12                    | 10                    | 4                     | 12                    | 10                    | 12                    | 12                    | 6                     | 10                    | 8                     | –                     | 10                    | 10                    | 1                     | 7                     | 3                     | 8                     | 3                     | 6                     | 6                     | 12                    | –                     | 5                     | 8                     | 8                     | 2                     | 12                    | –                     | 10                    | 12                    | 10                    |                       | 8                     | –                     | 12                    | 6                     | 35                    | 69                    |                       |
| Vereinigtes Königreich | 466                   | 183                   | 8                     | 6                     | –                     | 12                    | 7                     | 4                     | 5                     | 8                     | 6                     | 6                     | 3                     | 6                     | 10                    | 3                     | 5                     | 3                     | 3                     | –                     | 7                     | 6                     | 3                     | 8                     | 5                     | 6                     | 2                     | 1                     | –                     | 3                     | 6                     | –                     | 4                     | –                     | 4                     | 8                     | 4                     |                       | 6                     | 7                     | 2                     | 6                     | 34                    | 69                    |                       |
| Polen                  | 151                   | 046                   | –                     | 4                     | 2                     | 4                     | –                     | –                     | –                     | 2                     | –                     | –                     | –                     | –                     | 6                     |                       | 10                    | –                     | –                     | –                     | –                     | –                     | –                     | –                     | –                     | –                     | 8                     | –                     | –                     | –                     | –                     | –                     | 2                     | –                     | –                     | –                     | –                     | 8                     | –                     | –                     | –                     | –                     | 09                    | 31                    |                       |
| Polen                  | 151                   | 105                   | 6                     | –                     | –                     | 2                     | 12                    | –                     | –                     | 1                     | –                     | 8                     | 7                     | 5                     | 1                     |                       | –                     | –                     | –                     | –                     | 4                     | 3                     | –                     | 1                     | 1                     | 4                     | 4                     | –                     | 4                     | –                     | 10                    | –                     | –                     | –                     | –                     | 4                     | –                     | 10                    | 5                     | 3                     | 7                     | 3                     | 22                    | 31                    |                       |
| Serbien                | 312                   | 087                   | –                     | –                     | 10                    | –                     | –                     | –                     | –                     | –                     | 3                     | –                     | 4                     | –                     | –                     | –                     | –                     | –                     | –                     |                       | –                     | 4                     | –                     | 6                     | –                     | –                     | –                     | –                     | 12                    | –                     | 5                     | 6                     | –                     | 12                    | 1                     | –                     | 7                     | 1                     | 4                     | 8                     | –                     | 4                     | 15                    | 49                    |                       |
| Serbien                | 312                   | 225                   | 3                     | 8                     | 12                    | 6                     | –                     | 3                     | –                     | 6                     | 5                     | 7                     | 2                     | 3                     | 7                     | 5                     | 8                     | –                     | 10                    |                       | 1                     | 7                     | 2                     | 2                     | 12                    | –                     | 8                     | 6                     | 12                    | 7                     | 1                     | 12                    | 7                     | 12                    | –                     | 10                    | 7                     | 1                     | 8                     | 8                     | 10                    | 7                     | 34                    | 49                    |                       |
| Estland                | 141                   | 043                   | –                     | –                     | –                     | 5                     | –                     | –                     |                       | –                     | –                     | –                     | –                     | –                     | –                     | –                     | –                     | 5                     | –                     | 10                    | –                     | –                     | –                     | –                     | –                     | –                     | –                     | 3                     | –                     | –                     | –                     | –                     | –                     | –                     | –                     | –                     | –                     | 5                     | 6                     | 1                     | 8                     | –                     | 08                    | 27                    |                       |
| Estland                | 141                   | 098                   | 1                     | –                     | 3                     | –                     | 5                     | 5                     |                       | –                     | –                     | –                     | –                     | 2                     | –                     | 8                     | –                     | 7                     | –                     | 6                     | –                     | –                     | 8                     | –                     | –                     | 3                     | –                     | 12                    | 3                     | 5                     | –                     | –                     | –                     | 2                     | 8                     | –                     | 10                    | 2                     | 4                     | –                     | 4                     | –                     | 19                    | 27                    |                       |

In der Tabelle sind die niedrigsten (Hintergrund rot) und höchsten (Hintergrund grün) Gesamtwerte gekennzeichnet.
- Die wenigsten Jury-Votings:  Deutschland – 0
- Die wenigsten Televoting-Votings:  Schweiz – 0
- Die wenigsten Gesamt-Votings:  Deutschland – 3
- Die wenigsten Jury-Punkte:  Deutschland – 0
- Die wenigsten Televoting-Punkte:  Schweiz – 0
- Die wenigsten Gesamt-Punkte:  Deutschland – 6
- Die meisten Jury-Votings:  Vereinigtes Königreich – 35
- Die meisten Televoting-Votings:  Ukraine – 39
- Die meisten Gesamt-Votings:  Spanien – 72
- Die meisten Jury-Punkte:  Vereinigtes Königreich – 283
- Die meisten Televoting-Punkte:  Ukraine – 439
- Die meisten Gesamt-Punkte:  Ukraine – 631

### Statistik der Zwölf-Punkte-Vergabe (Finale)

#### Jury

Punkte der Jurys für das Gewinnerlied aus der Ukraine

Die eingeklammerten Jurybewertungen wurden durch die EBU vergeben.
| Anzahl | Land                   | erhalten von                                                                                   |
| ------ | ---------------------- | ---------------------------------------------------------------------------------------------- |
| 8      | Spanien                | Armenien, Australien, Irland, Malta, Nordmazedonien, Portugal, (San Marino), Schweden          |
| 8      | Vereinigtes Königreich | (Aserbaidschan), Belgien, Deutschland, Frankreich, (Georgien), Österreich, Tschechien, Ukraine |
| 6      | Griechenland           | Bulgarien, Dänemark, Niederlande, Norwegen, Schweiz, Zypern                                    |
| 5      | Schweden               | Estland, Finnland, Island, Israel, Vereinigtes Königreich                                      |
| 5      | Ukraine                | Lettland, Litauen, Moldau, (Polen), (Rumänien)                                                 |
| 3      | Aserbaidschan          | Griechenland, Serbien, Spanien                                                                 |
| 2      | Italien                | Albanien, Slowenien                                                                            |
| 2      | Serbien                | Kroatien, (Montenegro)                                                                         |
| 1      | Niederlande            | Italien                                                                                        |

#### Zuschauer

Punkte der Zuschauer für das Gewinnerlied aus der Ukraine

| Anzahl | Land                   | erhalten von |
| ------ | ---------------------- | --- |
| 28     | Ukraine                | Aserbaidschan, Australien, Belgien, Bulgarien, Dänemark, Deutschland, Estland, Finnland, Frankreich, Georgien, Irland, Island, Israel, Italien, Lettland, Litauen, Moldau, Niederlande, Norwegen, Österreich, Polen, Portugal, San Marino, Schweden, Spanien, Tschechien, Vereinigtes Königreich, Zypern |
| 5      | Serbien                | Kroatien, Montenegro, Nordmazedonien, Schweiz, Slowenien |
| 2      | Moldau                 | Rumänien, Serbien |
| 1      | Estland                | Armenien |
| 1      | Griechenland           | Albanien |
| 1      | Polen                  | Ukraine |
| 1      | Spanien                | Griechenland |
| 1      | Vereinigtes Königreich | Malta |

### Punktesprecher
Die Punktesprecher gaben die Ergebnisse der Juryabstimmung ihrer Länder bekannt. Die Abstimmungsreihenfolge wurde einen Tag vor dem Finale von der EBU festgelegt. Fast alle Sprecher verkündeten ihre Punkte auf Englisch, lediglich Belgien, die Schweiz und Frankreich verkündeten ihre Punkte auf Französisch. Bei Aserbaidschan, Rumänien und Georgien konnte aufgrund technischer Probleme keine Liveschaltung vorgenommen werden; die Punkte wurden durch den Supervisor der EBU, Martin Österdahl, vergeben. Die Jurybewertung dieser Länder und weiterer wurde zuvor annulliert.
| Nr. | Land                   | Punktesprecher           | Anmerkungen                                                                                      |
| --- | ---------------------- | ------------------------ | ------------------------------------------------------------------------------------------------ |
| 01  | Niederlande            | Jeangu Macrooy           | Teilnehmer 2020 und 2021                                                                         |
| 02  | San Marino             | Labiuse                  | Teilnehmerin an Una voce per San Marino                                                          |
| 03  | Nordmazedonien         | Jana Burčeska            | Teilnehmerin 2017, Punktesprecherin 2018                                                         |
| 04  | Malta                  | Aidan Cassar             | Teilnehmer an Malta Eurovision Song Contest 2018 und 2022                                        |
| 05  | Ukraine                | Kateryna Pawlenko        | Teilnehmerin 2020 und 2021 (als Mitglied von Go A)                                               |
| 06  | Albanien               | Andri Xhahu              | Punktesprecher 2012 bis 2021                                                                     |
| 07  | Estland                | Tanel Padar              | Sieger 2001                                                                                      |
| 08  | Aserbaidschan          | Narmin Salmanova         | –                                                                                                |
| 09  | Portugal               | Pedro Tatanka            | Teilnehmer 2021 (als Mitglied von The Black Mamba)                                               |
| 10  | Deutschland            | Barbara Schöneberger     | Punktesprecherin 2015 bis 2021                                                                   |
| 11  | Belgien                | David Jeanmotte          | Punktesprecher 2019                                                                              |
| 12  | Norwegen               | TIX                      | Teilnehmer 2021                                                                                  |
| 13  | Israel                 | Daniel Styopin           | –                                                                                                |
| 14  | Polen                  | Ida Nowakowska           | Punktesprecherin 2021, Co-Moderatorin des JESC 2019 und 2020                                     |
| 15  | Griechenland           | Stefania                 | Teilnehmerin 2020 und 2021                                                                       |
| 16  | Moldau                 | Elena Băncilă            | –                                                                                                |
| 17  | Bulgarien              | Janan Dural              | –                                                                                                |
| 18  | Serbien                | Dragana Kosjerina        | Punktesprecherin 2016 und 2018 bis 2021, Moderatorin Beovizija 2018 und Pesma za Evroviziju 2022 |
| 19  | Island                 | Árný Fjóla Ásmundsdóttir | Teilnehmerin 2020 und 2021 (als Mitglied von Daði og Gagnamagnið)                                |
| 20  | Zypern                 | Loukas Hamatsos          | Punktesprecher 2000, 2003 und 2004, 2011 bis 2013, 2015, 2016 und 2021                           |
| 21  | Lettland               | Samanta Tīna             | Teilnehmerin 2020 und 2021                                                                       |
| 22  | Spanien                | Nieves Álvarez           | Punktesprecherin 2017 bis 2021                                                                   |
| 23  | Schweiz                | Julie Berthollet         | –                                                                                                |
| 24  | Dänemark               | Tina Müller              | Punktesprecherin 2021, Moderatorin Dansk Melodi Grand Prix 2021 und 2022                         |
| 25  | Frankreich             | Élodie Gossuin           | Punktesprecherin 2016 bis 2018, Co-Moderatorin des JESC 2021                                     |
| 26  | Armenien               | Garik Papoyan            | Komponist der armenischen Beiträge 2014 und 2019                                                 |
| 27  | Montenegro             | Andrijana Vešović        | Auch bekannt als Zombijana Bones                                                                 |
| 28  | Rumänien               | Eda Marcus               | Moderatorin von Selecția Națională 2022                                                          |
| 29  | Irland                 | Linda Martin             | Teilnehmerin 1984, Siegerin 1992 und Punktesprecherin 2007                                       |
| 30  | Slowenien              | Lorella Flego            | Punktesprecherin 2012 und 2021                                                                   |
| 31  | Georgien               | Helen Kalandadze         | Co-Moderatorin beim JESC 2017, Kommentatorin 2019                                                |
| 32  | Kroatien               | Ivan Dorian Molnar       | Punktesprecher 2021                                                                              |
| 33  | Litauen                | Vaidotas Valiukevičius   | Teilnehmer 2020 und 2021 (als Mitglied von The Roop)                                             |
| 34  | Österreich             | Philipp Hansa            | Punktesprecher 2019 und 2021                                                                     |
| 35  | Finnland               | Aksel                    | Teilnehmer 2020                                                                                  |
| 36  | Vereinigtes Königreich | AJ Odudu                 | –                                                                                                |
| 37  | Schweden               | Dotter                   | Teilnehmerin Melodifestivalen 2018, 2020 und 2021                                                |
| 38  | Australien             | Courtney Act             | Teilnehmerin Eurovision 2019: Australia Decides                                                  |
| 39  | Tschechien             | Taťána Kuchařová         | Punktesprecherin 2021                                                                            |
| 40  | Italien (Gastgeber)    | Carolina Di Domenico     | Kommentatorin 2018 und 2022, Punktesprecherin 2021                                               |

### Marcel-Bezençon-Preis
Die diesjährigen Gewinner des seit 2002 verliehenen Marcel-Bezençon-Preises sind:
- Presse-Preis für den besten Song:  Vereinigtes Königreich – Sam Ryder – Space Man
- Künstler-Preis für die beste Performance:  Serbien – Konstrakta – In corpore sano
- Komponisten-Preis für die beste Komposition/Text:  Schweden – Cornelia Jakobs, David Zandén, Isa Molin – Hold Me Closer

### Kommerzieller Erfolg
Das meistverkaufte Lied wurde überraschend der 20. Platz des Finales: Snap von Rosa Linn aus Armenien.

## Absagen

### Absagen und damit keine Rückkehr zum ESC
| Staat                   | Grund und Bemerkung | letzte Teilnahme |
| ----------------------- | --- | ---------------- |
| Andorra                 | Am 1. August 2020 verkündete die Sängerin Susanne Georgi in einem Interview, dass RTVA für 2022 eine Rückkehr Andorras zum ESC plane, vorausgesetzt die COVID-19-Pandemie sei komplett vorbei. Ansonsten sei das Risiko einer neuerlichen Absage zu hoch. Außerdem arbeite sie am Abschlusse eines Vertrages, der die Teilnahme des Kleinstaates mit Unterstützung eines Sponsors für mindestens drei Jahre festschreiben soll. Am 23. Mai 2021 jedoch erklärte Xavier Mujal, der Generaldirektor von RTVA, dass Andorra 2022 nicht am Esc teilnehmen werde. Ende Mai 2021 stellte sich allerdings heraus, dass die Entscheidung noch nicht final war. Georgi wollte nämlich weiter um die Rückkehr kämpfen und eine gute Lösung für alle beteiligten Seiten finden. Am 19. Juni 2021 gab RTVA dann aber bekannt, dass Andorra 2022 definitiv nicht teilnehmen werde. | 2009             |
| Belarus                 | Am 28. Mai 2021 beschloss die EBU, die Mitgliedschaft des belarussischen Staatssenders BTRC in der EBU im Zusammenhang mit der politischen Lage im Staat auszusetzen; diese Mitgliedschaft ist jedoch Voraussetzung für eine Teilnahme am Eurovision Song Contest. Die EBU hatte BTRC bis zum 10. Juni 2021 das Recht zur Beschwerde gegen die Entscheidung eingeräumt. Der Staat war bereits 2021 disqualifiziert worden. Bis zum Verstreichen des Ultimatums reichte das BTRC keine Beschwerde ein. Zum 1. Juli 2021 wurde die Mitgliedschaft in der EBU offiziell beendet. | 2019             |
| Bosnien und Herzegowina | BHRT, der öffentlich-rechtliche Sender von Bosnien und Herzegowina, gab am 24. Juni 2021 bekannt, dass eine Rückkehr zum ESC für 2022 unwahrscheinlich sei, weil kein Finanzierungsmodell festgelegt werden konnte. BHRT wird über eine Lizenzgebühr finanziert, die bis jetzt aber zu wenig Geld einbringt. 2019 verzeichnete der Sender einen Verlust von 2,8 Millionen Euro (5,5 Millionen BAM). Im Jahr zuvor hatte er erklärt, dass es zwei Jahre dauern würde, bis er seine Schulden beglichen hätte und in der Lage wäre, am Wettbewerb teilzunehmen. Zugleich wurde bekräftigt, dass die einzige Möglichkeit einer erneuten Teilnahme eine Kooperation mit Sponsoren wäre. Am 12. Oktober 2021 erfolgte dann die offizielle Absage. | 2016             |
| Luxemburg               | Am 17. August 2021 bestätigte RTL Télé Lëtzebuerg, dass das Großherzogtum auch 2022 nicht zum Wettbewerb zurückkehren werde. In der Vergangenheit behauptete RTL bereits, ein reiner Nachrichtensender zu sein, weshalb der ESC nicht zum Programm passe. In der Vergangenheit waren mehrfach finanzielle Hürden als Abstinenzgrund angegeben worden. | 1993             |
| Marokko                 | Am 10. Dezember 2020 nahmen Israel und Marokko diplomatische Beziehungen zueinander auf. Bis dahin hatten marokkanische Gesetze verboten, gemeinsam mit Israel am ESC teilzunehmen. Nunmehr ist dies möglich. Marokko hat bisher einmal am Song Contest teilgenommen, nämlich 1980. 2022 stand der Staat am Ende nicht auf der Teilnehmerliste. | 1980             |
| Monaco                  | Am 30. August 2021 bestätigte der monegassische Nationalsender TMC, dass Monaco auch 2022 nicht zum Wettbewerb zurückkehren wolle. Eine Begründung gab es nicht. | 2006             |
| Russland                | Siehe Ausschluss Russlands | 2021             |
| Slowakei                | Am 18. Juni 2021 bestätigte die slowakische Rundfunkanstalt Rozhlas a televízia Slovenska (RTVS) gegenüber der tschechischen Website eurocontest.cz, dass die Slowakei auch 2022 auf eine Teilnahme am Song Contest verzichten werde. Begründet wurde auch diese Absage nicht. | 2012             |
| Türkei                  | Am 19. Juni 2021 teilte der ehemalige Generaldirektor des türkischen Senders TRT in einem Gespräch mit der Zeitung Milliyet mit, dass sich der Sender in Gesprächen mit der EBU bezüglich einer Rückkehr der Türkei zum Eurovision Song Contest befinde. Die Türkei nahm zuletzt 2012 teil und zog seitdem ihre Teilnahme aus Protest gegen diverse Regelungen, unter anderem die Big-Five, zurück. Auch 2022 war sie im Endeffekt nicht dabei. | 2012             |
| Ungarn                  | Am 11. Oktober 2021 veröffentlichte der ungarische Sender MTVA die Regeln von A Dal 2022, welcher von 2012 bis 2019 als ungarischer Vorentscheid diente. Darin gibt es keinen Verweis auf den ESC 2022, außerdem widersprechen die Regeln von A Dal denen des ESC. Ungarn nahm nicht teil. | 2019             |

### Absagen und damit kein Debüt beim ESC
| Staat         | Grund und Bemerkung |
| ------------- | --- |
| Liechtenstein | Am 20. August 2021 bestätigte der Nationalsender 1 FL TV, dass Liechtenstein beim ESC 2022 nicht debütieren werde, da es weiterhin kein vollwertiges Mitglied der EBU ist und die Teilnahmekosten ohne Unterstützung der Regierung zu hoch seien. |
| Kasachstan    | Laut einem Bericht des Senders Khabar 24 hätten sich europäische Staaten für die Teilnahme Kasachstans beim Eurovision Song Contest in Form einer Petition eingesetzt. Unklar blieb, um was für eine Art von Petition es sich handelte. Kasachstan nahm bisher nur am Junior Eurovision Song Contest teil – jeweils eingeladen –, da Khabar nur assoziiertes EBU-Mitglied ist. Es hätte daher, wie Australien, von der EBU und dem veranstaltenden Sender eingeladen werden müssen.                                                                       |
| Schottland    | Am 25. Mai äußerte Alyn Smith, Abgeordneter der SNP, dass Schottland Siegchancen hätte, wenn es als eigenständige Nation teilnähme. Allerdings könnte es nur dann starten, wenn die BBC nicht teilnehmen sollte, da diese als Vertreter des Vereinigten Königreichs das Vorrecht hat. Darauf angesprochen antwortete Smith, dass die Regeln der EBU seit der Teilnahme Australiens deutlich flexibler geworden seien. Alles was es bräuchte, sei guter Wille von EBU, BBC und den jeweiligen Regierungen. Zu einem Debüt Schottlands kam es jedoch nicht. |

## Übertragung

### Deutschsprachige Länder

#### Deutschland
Die beiden Halbfinale wurden, wie bereits 2018, 2019 und 2021, im TV auf One übertragen, sowie online auf eurovision.de und in der ARD Mediathek. Die Finalsendung wurde im TV auf Das Erste, One und Deutsche Welle übertragen, sowie online auf eurovision.de und in der ARD Mediathek. Kommentiert wurden die Liveshows aus Turin, wie schon in den Vorjahren von Peter Urban. Erstmals übertrag der Rundfunk Berlin-Brandenburg auf Radio Eins das Finale mit eigenen Kommentar.
| Datum        | Sendung             | Uhrzeit   | Fernsehsender | Moderation/Kommentar                                          | Zuschauer                             | Zuschauer                             | Marktanteil                    | Marktanteil                    |
| Datum        | Sendung             | Uhrzeit   | Fernsehsender | Moderation/Kommentar                                          | Gesamt                                | 14 bis 49 Jahre                       | Gesamt                         | 14 bis 49 Jahre                |
| ------------ | ------------------- | --------- | ------------- | ------------------------------------------------------------- | ------------------------------------- | ------------------------------------- | ------------------------------ | ------------------------------ |
| 10. Mai 2022 | Erstes Halbfinale   | 21:00 Uhr |               | Kommentar: Peter Urban                                        | 0,50 Mio.                             | 0,20 Mio.                             | 2,2 %                          | 3,4 %                          |
| 12. Mai 2022 | Zweites Halbfinale  | 21:00 Uhr | 0,67 Mio.     | Kommentar: Peter Urban                                        | 0,27 Mio.                             |                                       | 4,8 %                          |                                |
| 14. Mai 2022 | Countdown für Turin | 20:15 Uhr |               | Moderation: Barbara Schöneberger                              | 3,46 Mio. (Das Erste)                 | 1,27 Mio. (Das Erste)                 | 15,3 % (Das Erste)             | 27,5 % (Das Erste)             |
| 14. Mai 2022 | Finale aus Turin    | 21:00 Uhr |               | Kommentar: Peter Urban Punktesprecherin: Barbara Schöneberger | 6,54 Mio. (Das Erste) 0,76 Mio. (One) | 2,72 Mio. (Das Erste) 0,29 Mio. (One) | 32,7 % (Das Erste) 3,8 % (One) | 48,3 % (Das Erste) 5,2 % (One) |
| 15. Mai 2022 | ESC Aftershow       | 00:50 Uhr |               | Moderation: Barbara Schöneberger                              | 2,34 Mio. (Das Erste)                 | 0,90 Mio. (Das Erste)                 | 31,9 % (Das Erste)             | 38,2 % (Das Erste)             |

| Datum        | Sendung | Uhrzeit   | Radiosender | Moderation/Kommentar      |
| ------------ | ------- | --------- | ----------- | ------------------------- |
| 14. Mai 2022 | Finale  | 21:00 Uhr |             | Amelie Ernst, Max Spallek |

#### Österreich
In Österreich wurden beide Halbfinale und das Finale mit Kommentar von Andi Knoll auf ORF 1 gezeigt. Zudem fand erstmals seit 2012 wieder eine Radioübertragung statt.
| Datum        | Sendung                               | Uhrzeit   | Fernsehsender | Moderation/Kommentar | Zuschauer | Marktanteil |
| ------------ | ------------------------------------- | --------- | ------------- | -------------------- | --------- | ----------- |
| 10. Mai 2022 | Mr. Song Contest proudly presents (1) | 20:15 Uhr |               | Andi Knoll           | 254 Tsd.  | 10 %        |
| 10. Mai 2022 | Erstes Halbfinale                     | 21:00 Uhr | 475 Tsd.      | Andi Knoll           | 22 %      |             |
| 12. Mai 2022 | Mr. Song Contest proudly presents (2) | 20:15 Uhr | 130 Tsd.      | Andi Knoll           | 5 %       |             |
| 12. Mai 2022 | Zweites Halbfinale                    | 21:00 Uhr | 259 Tsd.      | Andi Knoll           | 11 %      |             |
| 14. Mai 2022 | Mr. Song Contest proudly presents (3) | 20:15 Uhr | 264 Tsd.      | Andi Knoll           | 12 %      |             |
| 14. Mai 2022 | Finale                                | 21:00 Uhr | 523 Tsd.      | Andi Knoll           | 24 %      |             |

| Datum        | Sendung | Uhrzeit   | Radiosender | Moderation/Kommentar                               |
| ------------ | ------- | --------- | ----------- | -------------------------------------------------- |
| 14. Mai 2022 | Finale  | 21:00 Uhr |             | Kurdwin Ayub, Florian Alexander, Duscher & Gratzer |

#### Schweiz
In allen drei Teilen der Schweiz (deutschsprachig, französischsprachig, italienischsprachig) wurden beide Halbfinale auf den zweiten Programmen SRF zwei, RTS 2 und RSI LA 2 und das Finale auf den ersten Programmen SRF 1, RTS 1 und RSI LA 1 übertragen.
| Datum        | Sendung                  | Uhrzeit   | Fernsehsender            | Moderation/Kommentar                                                              | Sprache     | Zuschauer | Zuschauer       | Marktanteil | Marktanteil     |
| Datum        | Sendung                  | Uhrzeit   | Fernsehsender            | Moderation/Kommentar                                                              | Sprache     | Gesamt    | 15 bis 59 Jahre | Gesamt      | 15 bis 59 Jahre |
| ------------ | ------------------------ | --------- | ------------------------ | --------------------------------------------------------------------------------- | ----------- | --------- | --------------- | ----------- | --------------- |
| 10. Mai 2022 | The Sound of Marius Bear | 20:10 Uhr |                          |                                                                                   | Deutsch     | 63 Tsd.   | 37 Tsd.         | 5,8 %       | 8,7 %           |
| 10. Mai 2022 | Erstes Halbfinale        | 21:00 Uhr | Kommentator: Sven Epiney | 144 Tsd.                                                                          | Deutsch     | 78 Tsd.   | 16,2 %          | 20,8 %      |                 |
| 10. Mai 2022 | Erstes Halbfinale        | 21:00 Uhr |                          | Kommentar: Jean-Marc Richard & Nicolas Tanner                                     | Französisch |           |                 |             |                 |
| 10. Mai 2022 | Erstes Halbfinale        | 21:00 Uhr |                          | Kommentar: Clarissa Tami & Francesca Margiotta                                    | Italienisch |           |                 |             |                 |
| 12. Mai 2022 | G&G Spezial              | 20:10 Uhr |                          | Moderation: Joel Grolimund                                                        | Deutsch     | 39 Tsd.   | 22 Tsd.         | 3,7 %       | 5,0 %           |
| 12. Mai 2022 | Zweites Halbfinale       | 21:00 Uhr | Kommentator: Sven Epiney | 85 Tsd.                                                                           | Deutsch     | 50 Tsd.   | 9,4 %           | 11,7 %      |                 |
| 12. Mai 2022 | Zweites Halbfinale       | 21:00 Uhr | Französisch              |                                                                                   |             |           |                 |             |                 |
| 12. Mai 2022 | Zweites Halbfinale       | 21:00 Uhr |                          | Kommentar: Clarissa Tami & Boris Piffaretti                                       | Italienisch |           |                 |             |                 |
| 14. Mai 2022 | G&G Spezial              | 20:10 Uhr |                          | Moderation: Joel Grolimund                                                        | Deutsch     |           |                 |             |                 |
| 14. Mai 2022 | Aspettando la Finale     | 20:35 Uhr |                          | Moderation: Clarissa Tami, Fabrizio Casati, Francesca Margiotta, Boris Piffaretti | Italienisch |           |                 |             |                 |
| 14. Mai 2022 | Finale                   | 21:00 Uhr |                          | Kommentator: Sven Epiney                                                          | Deutsch     |           |                 |             |                 |
| 14. Mai 2022 | Finale                   | 21:00 Uhr |                          | Kommentar: Jean-Marc Richard & Gjon’s Tears                                       | Französisch |           |                 |             |                 |
| 14. Mai 2022 | Finale                   | 21:00 Uhr |                          | Kommentar: Clarissa Tami, Francesca Margiotta, Boris Piffaretti                   | Italienisch |           |                 |             |                 |

### Andere Länder

#### Fernsehübertragung
| Staat                      | Erstes Halbfinale    | Erstes Halbfinale                                          | Zweites Halbfinale   | Zweites Halbfinale                                         | Finale               | Finale                                                                  |
| Staat                      | Sender               | Moderation/Kommentar                                       | Sender               | Moderation/Kommentar                                       | Sender               | Moderation/Kommentar                                                    |
| Teilnehmende Staaten       | Teilnehmende Staaten | Teilnehmende Staaten                                       | Teilnehmende Staaten | Teilnehmende Staaten                                       | Teilnehmende Staaten | Teilnehmende Staaten                                                    |
| -------------------------- | -------------------- | ---------------------------------------------------------- | -------------------- | ---------------------------------------------------------- | -------------------- | ----------------------------------------------------------------------- |
| Albanien                   | RTSH 1               | Andri Xhahu                                                | RTSH 1               | Andri Xhahu                                                | RTSH 1               | Andri Xhahu                                                             |
| Albanien                   | RTSH Muzikë          | Andri Xhahu                                                | RTSH Muzikë          | Andri Xhahu                                                | RTSH Muzikë          | Andri Xhahu                                                             |
| Armenien                   | Armenia 1            | Garik Papoyan & Hrachuhi Utmazyan                          | Armenia 1            | Garik Papoyan & Hrachuhi Utmazyan                          | Armenia 1            | Garik Papoyan & Hrachuhi Utmazyan                                       |
| Aserbaidschan              | ITV                  | Murad Arif                                                 | ITV                  | Murad Arif                                                 | ITV                  | Murad Arif                                                              |
| Australien                 | SBS                  | Myf Warhurst, Joel Creasey                                 | SBS                  | Myf Warhurst, Joel Creasey                                 | SBS                  | Myf Warhurst, Joel Creasey                                              |
| Belgien                    | RTBF La Une          | Maureen Louys, Jean-Louis Lahaye (Französisch)             | RTBF La Une          | Maureen Louys, Jean-Louis Lahaye (französisch)             | RTBF La Une          | Maureen Louys, Jean-Louis Lahaye (französisch)                          |
| Belgien                    | Eén                  | Peter Van de Veire (Niederländisch)                        | Eén                  | Peter Van de Veire (Niederländisch)                        | Eén                  | Peter Van de Veire (Niederländisch)                                     |
| Bulgarien                  | BNT 1                | Elena Rosberg, Petko Kralew                                | BNT 1                | Elena Rosberg, Petko Kralew                                | BNT 1                | Elena Rosberg, Petko Kralew                                             |
| Bulgarien                  | BNT 4                | Elena Rosberg, Petko Kralew                                | BNT 4                | Elena Rosberg, Petko Kralew                                | BNT 4                | Elena Rosberg, Petko Kralew                                             |
| Estland                    | ETV                  | Marko Reikop (Estnisch)                                    | ETV                  | Marko Reikop (Estnisch)                                    | ETV                  | Marko Reikop (Estnisch)                                                 |
| Estland                    | ETV+                 | Aleksandr Hobotov, Julia Kalenda (Russisch)                | ETV+                 | Aleksandr Hobotov, Julia Kalenda (Russisch)                | ETV+                 | Aleksandr Hobotov, Julia Kalenda (Russisch)                             |
| Finnland                   | Yle TV1              | Mikko Silvennoinen (Finnisch)                              | Yle TV1              | Mikko Silvennoinen (Finnisch)                              | Yle TV1              | Mikko Silvennoinen (Finnisch)                                           |
| Finnland                   | Yle Areena           | Eva Frantz, Johan Lindroos (Schwedisch)                    | Yle Areena           | Eva Frantz, Johan Lindroos (Schwedisch)                    | Yle Areena           | Eva Frantz, Johan Lindroos (Schwedisch)                                 |
| Finnland                   | Yle Areena           | Heli Huovinen (Inarisamisch)                               | Yle Areena           | Heli Huovinen (Inarisamisch)                               | Yle Areena           | Heli Huovinen (Inarisamisch)                                            |
| Finnland                   | Yle Areena           | Aslak Paltto (Nordsamisch)                                 | Yle Areena           | Aslak Paltto (Nordsamisch)                                 | Yle Areena           | Aslak Paltto (Nordsamisch)                                              |
| Finnland                   |                      |                                                            | Yle Areena           | Levan Tvaltvadze (Russisch)                                | Yle Areena           | Levan Tvaltvadze (Russisch)                                             |
| Frankreich                 | Culturebox           | Laurence Boccolini                                         | Culturebox           | Laurence Boccolini                                         | France 2             | Stéphane Bern & Laurence Boccolini                                      |
| Frankreich                 |                      |                                                            |                      |                                                            | France 3 Bretagne    | Goulwena aan Henaff, Yann-Herle, Thelo Mell & Mael Gwenneg (Bretonisch) |
| Georgien                   | 1TV                  | Nika Lobiladze                                             | 1TV                  | Nika Lobiladze                                             | 1TV                  | Nika Lobiladze                                                          |
| Griechenland               | ERT1                 | Maria Kozakou, Giorgos Kapoutzidis                         | ERT1                 | Maria Kozakou, Giorgos Kapoutzidis                         | ERT1                 | Maria Kozakou, Giorgos Kapoutzidis                                      |
| Irland                     | RTÉ Two              | Marty Whelan                                               | RTÉ Two              | Marty Whelan                                               | RTÉ One              | Marty Whelan                                                            |
| Island                     | RÚV                  | Gísli Marteinn Baldursson                                  | RÚV                  | Gísli Marteinn Baldursson                                  | RÚV                  | Gísli Marteinn Baldursson                                               |
| Israel                     | Kan 11               | Asaf Liberman, Akiva Novick                                | Kan 11               | Asaf Liberman, Akiva Novick                                | Kan 11               | Asaf Liberman, Akiva Novick                                             |
| Italien                    | Rai 1                | Gabriele Corsi, Carolina Di Domenico, Cristiano Malgioglio | Rai 1                | Gabriele Corsi, Carolina Di Domenico, Cristiano Malgioglio | Rai 1                | Gabriele Corsi, Carolina Di Domenico, Cristiano Malgioglio              |
| Kroatien                   | HRT 1                | Duško Ćurlić                                               | HRT 1                | Duško Ćurlić                                               | HRT 1                | Duško Ćurlić                                                            |
| Lettland                   | LTV1                 | Toms Grēviņš, Lauris Reiniks                               | LTV1                 | Toms Grēviņš, Lauris Reiniks                               | LTV1                 | Toms Grēviņš, Lauris Reiniks                                            |
| Litauen                    | LRT televizija       | Ramūnas Zilnys                                             | LRT televizija       | Ramūnas Zilnys                                             | LRT televizija       | Ramūnas Zilnys                                                          |
| Malta                      | TVM                  |                                                            | TVM                  |                                                            | TVM                  |                                                                         |
| Moldau                     | Moldova 1            | Ion Jalbă & Daniela Crudu                                  | Moldova 1            | Ion Jalbă & Daniela Crudu                                  | Moldova 1            | Ion Jalbă & Daniela Crudu                                               |
| Montenegro                 | RTCG 1               |                                                            | RTCG 1               |                                                            | RTCG 1               |                                                                         |
| Niederlande                | NPO 1                | Cornald Maas, Jan Smit                                     | NPO 1                | Cornald Maas, Jan Smit                                     | NPO 1                | Cornald Maas, Jan Smit                                                  |
| Nordmazedonien             | MRT 1                |                                                            | MRT 1                |                                                            | MRT 1                |                                                                         |
| Norwegen                   | NRK1                 | Marte Stokstad                                             | NRK1                 | Marte Stokstad                                             | NRK1                 | Marte Stokstad                                                          |
| Polen                      | TVP1                 | Marek Sierocki, Aleksander Sikora                          | TVP1                 | Marek Sierocki, Aleksander Sikora                          | TVP1                 | Marek Sierocki, Aleksander Sikora                                       |
| Portugal                   | RTP1                 | Nuno Galopim                                               | RTP1                 | Nuno Galopim (zeitversetzte Übertragung)                   | RTP1                 | Nuno Galopim                                                            |
| Portugal                   | RTP Internacional    | Nuno Galopim                                               | RTP Internacional    | Nuno Galopim (zeitversetzte Übertragung)                   | RTP Internacional    | Nuno Galopim                                                            |
| Portugal                   | RTP África           | Nuno Galopim                                               |                      |                                                            | RTP África           | Nuno Galopim                                                            |
| Rumänien                   | TVR 1                | Bogdan Stănescu                                            | TVR 1                | Bogdan Stănescu                                            | TVR 1                | Bogdan Stănescu                                                         |
| San Marino                 | San Marino RTV       | Lia Fiorio, Gigi Restivo                                   | San Marino RTV       | Lia Fiorio, Gigi Restivo                                   | San Marino RTV       | Lia Fiorio, Gigi Restivo                                                |
| Schweden                   | SVT 1                | Edward af Sillén                                           | SVT 1                | Edward af Sillén                                           | SVT 1                | Edward af Sillén, Linnea Henriksson                                     |
| Serbien                    | RTS 1                | Silvana Grujić                                             | RTS 1                | Duška Vučinić                                              | RTS 1                | Duška Vučinić                                                           |
| Slowenien                  | TV SLO 2             | Andrej Hofer                                               | TV SLO 2             | Andrej Hofer                                               | TV SLO 1             | Andrej Hofer                                                            |
| Spanien                    | La 1                 | Tony Aguilar, Julia Varela                                 | La 1                 | Tony Aguilar, Julia Varela                                 | La 1                 | Tony Aguilar, Julia Varela                                              |
| Tschechien                 | ČT2                  | Jan Maxián                                                 | ČT2                  | Jan Maxián                                                 | ČT2                  | Jan Maxián                                                              |
| Ukraine                    | UA:Kultura           | Timur Miroschnytschenko                                    | UA:Kultura           | Timur Miroschnytschenko                                    | UA:Kultura           | Timur Miroschnytschenko                                                 |
| Vereinigtes Königreich     | BBC Three            | Scott Mills, Rylan Clark                                   | BBC Three            | Scott Mills, Rylan Clark, Sam Ryder                        | BBC One              | Graham Norton                                                           |
| Zypern                     | RIK 1                | Melina Karageorgiou, Alexandros Taramountas                | RIK 1                | Melina Karageorgiou, Alexandros Taramountas                | RIK 1                | Melina Karageorgiou, Alexandros Taramountas                             |
| Nicht teilnehmende Staaten |                      |                                                            |                      |                                                            |                      |                                                                         |
| Kosovo                     | RTK                  |                                                            | RTK                  |                                                            | RTK                  |                                                                         |
| Vereinigte Staaten         | Peacock              | Johnny Weir                                                | Peacock              | Johnny Weir                                                | Peacock              | Johnny Weir                                                             |

#### Radioübertragung
| Staat                      | Erstes Halbfinale       | Erstes Halbfinale                                             | Zweites Halbfinale      | Zweites Halbfinale                                            | Finale                  | Finale                                                        |
| Staat                      | Sender                  | Moderation/Kommentar                                          | Sender                  | Moderation/Kommentar                                          | Sender                  | Moderation/Kommentar                                          |
| Teilnehmende Staaten       | Teilnehmende Staaten    | Teilnehmende Staaten                                          | Teilnehmende Staaten    | Teilnehmende Staaten                                          | Teilnehmende Staaten    | Teilnehmende Staaten                                          |
| -------------------------- | ----------------------- | ------------------------------------------------------------- | ----------------------- | ------------------------------------------------------------- | ----------------------- | ------------------------------------------------------------- |
| Albanien                   | Radio Tirana            | Andri Xhahu                                                   | Radio Tirana            | Andri Xhahu                                                   | Radio Tirana            | Andri Xhahu                                                   |
| Armenien                   | Public Radio of Armenia | Garik Papoyan & Hrachuhi Utmazyan                             | Public Radio of Armenia | Garik Papoyan & Hrachuhi Utmazyan                             | Public Radio of Armenia | Garik Papoyan & Hrachuhi Utmazyan                             |
| Belgien                    | VivaCité                | Maureen Louys, Jean-Louis Lahaye (Französisch)                | VivaCité                | Maureen Louys, Jean-Louis Lahaye (Französisch)                | VivaCité                | Maureen Louys, Jean-Louis Lahaye (Französisch)                |
| Finnland                   | Yle Radio Suomi         | Sanna Pirkkalainen & Toni Laaksonen (Finnisch)                | Yle Radio Suomi         | Sanna Pirkkalainen & Toni Laaksonen (Finnisch)                | Yle Radio Suomi         | Sanna Pirkkalainen & Toni Laaksonen (Finnisch)                |
| Finnland                   | Yle X3M                 | Eva Frantz & Johan Lindroos (Schwedisch)                      | Yle X3M                 | Eva Frantz & Johan Lindroos (Schwedisch)                      | Yle X3M                 | Eva Frantz & Johan Lindroos (Schwedisch)                      |
| Griechenland               | Deftero Programma       | Dimitris Meidanis                                             | Deftero Programma       | Dimitris Meidanis                                             | Deftero Programma       | Dimitris Meidanis                                             |
| Griechenland               | Voice of Greece         | Dimitris Meidanis                                             | Voice of Greece         | Dimitris Meidanis                                             | Voice of Greece         | Dimitris Meidanis                                             |
| Irland                     |                         |                                                               | RTÉ Radio 1             | Neil Doherty & Zbyszek Zalinski                               | RTÉ Radio 1             | Neil Doherty & Zbyszek Zalinski                               |
| Island                     | Rás 2                   | Gísli Marteinn Baldursson                                     | Rás 2                   | Gísli Marteinn Baldursson                                     | Rás 2                   | Gísli Marteinn Baldursson                                     |
| Israel                     | Kan Tarbut              | Asaf Liberman, Akiva Novick                                   | Kan Tarbut              | Asaf Liberman, Akiva Novick                                   | Kan Tarbut              | Asaf Liberman, Akiva Novick                                   |
| Italien                    | Rai Radio 2             | Ema Stokholma, Gino Castaldo & Saverio Raimondo               | Rai Radio 2             | Ema Stokholma, Gino Castaldo & Saverio Raimondo               | Rai Radio 2             | Ema Stokholma, Gino Castaldo & Saverio Raimondo               |
| Kroatien                   | HR 2                    | Zlatko Turkalj                                                | HR 2                    | Zlatko Turkalj                                                | HR 2                    | Zlatko Turkalj                                                |
| Litauen                    | LRT Radijas             | Ramūnas Zilnys                                                | LRT Radijas             | Ramūnas Zilnys                                                | LRT Radijas             | Ramūnas Zilnys                                                |
| Moldau                     | Radio Moldova           | Ion Jalbă & Daniela Crudu                                     | Radio Moldova           | Ion Jalbă & Daniela Crudu                                     | Radio Moldova           | Ion Jalbă & Daniela Crudu                                     |
| Niederlande                |                         |                                                               |                         |                                                               | NPO Radio 2             | Frank van 't Hof & Jeroen Kijk in de Vegte                    |
| Norwegen                   |                         |                                                               |                         |                                                               | NRK P1                  | Jon Marius Hyttebakk & Marit Sofie Strand                     |
| San Marino                 | Radio San Marino        | Lia Fiorio & Gigi Restivo                                     | Radio San Marino        | Lia Fiorio & Gigi Restivo                                     | Radio San Marino        | Lia Fiorio & Gigi Restivo                                     |
| Schweden                   | SR P4                   | Carolina Norén                                                | SR P4                   | Carolina Norén                                                | SR P4                   | Carolina Norén                                                |
| Slowenien                  | Radio Val 202           | Maruša Kerec                                                  | Radio Val 202           | Maruša Kerec                                                  | Radio Val 202           | Maruša Kerec                                                  |
| Slowenien                  | Radio Maribor           | Maruša Kerec                                                  | Radio Maribor           | Maruša Kerec                                                  | Radio Maribor           | Maruša Kerec                                                  |
| Spanien                    |                         |                                                               |                         |                                                               | Radio Nacional          | Imanol Durán, Sara Calvo & David Asensio                      |
| Ukraine                    | UA:Radio Promin         | Timur Miroschnytschenko, Anna Zakletska & Dmytro Zakharchenko | UA:Radio Promin         | Timur Miroschnytschenko, Anna Zakletska & Dmytro Zakharchenko | UA:Radio Promin         | Timur Miroschnytschenko, Anna Zakletska & Dmytro Zakharchenko |
| Vereinigtes Königreich     | BBC Radio 2             | Ken Bruce                                                     | BBC Radio 2             | Ken Bruce                                                     | BBC Radio 2             | Ken Bruce                                                     |
| Nicht teilnehmende Staaten |                         |                                                               |                         |                                                               |                         |                                                               |
| Vereinigte Staaten         |                         |                                                               |                         |                                                               | WJFD-FM                 | Ewan Spence & Alesia Michelle                                 |

## Eurovision Preview Partys

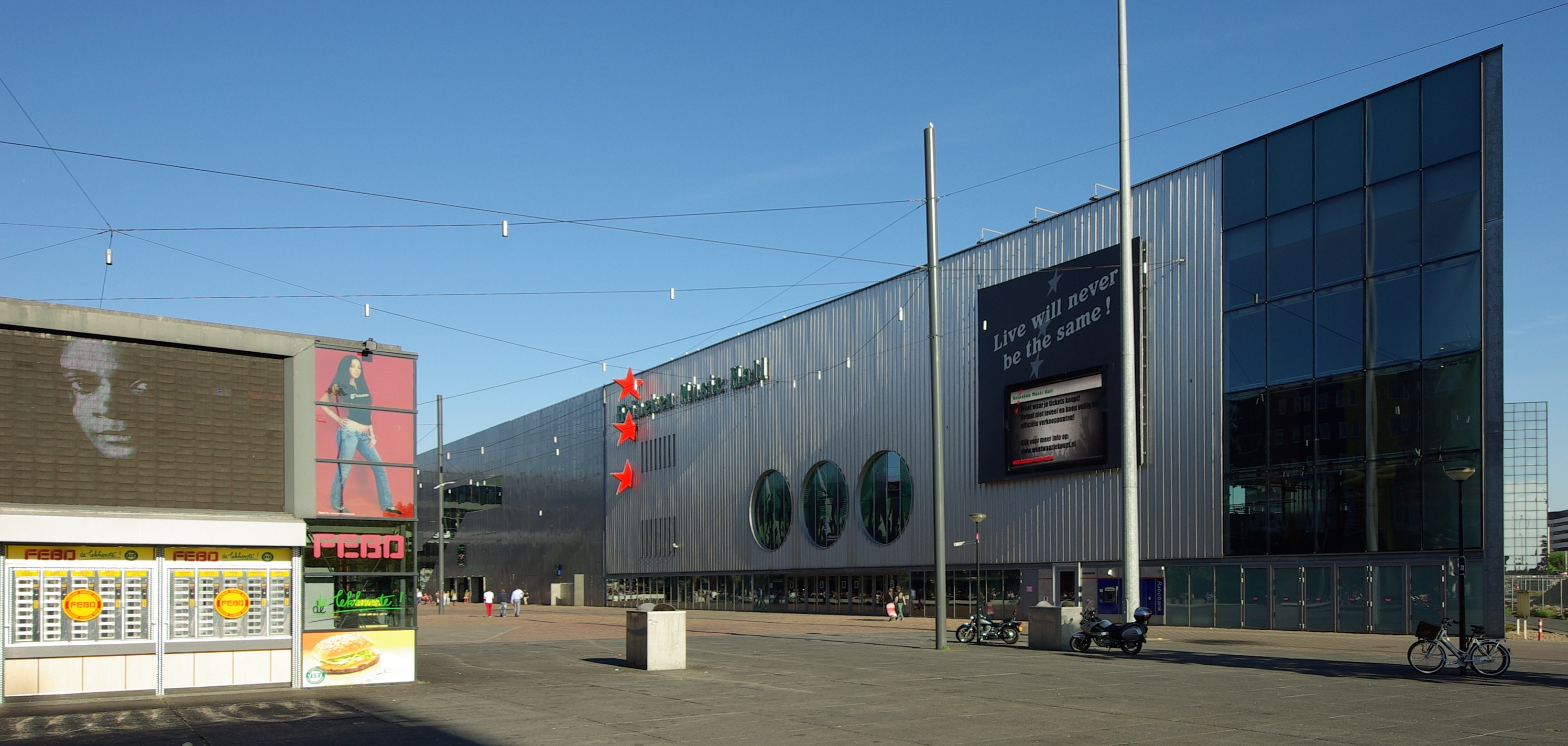
AFAS Live, Austragungsort des Eurovision In Concert

Jedes Jahr gibt es vor dem eigentlichen ESC noch einige Promotion-Events, wo sich die Teilnehmer im Ausland der Presse und den Fans präsentieren. Dazu dienen die Preview Partys (dt.: Vorschau-Feiern), die allerdings keine Pflichtveranstaltungen für die Teilnehmer des Eurovision Song Contests darstellen. Für 2022 wurden fünf dieser Veranstaltungen durchgeführt.

### Barcelona Eurovision Party 2022
Die erste Barcelona Preview Party fand am 26. März 2022 in Barcelona im Sala Apolo statt. Als Gastgeber wurden Sharone und Giuseppe di Bella vorgestellt. Zudem wurden Namen wie Conchita Wurst, Jamala, Marta Roure, Rosa López, Senhit, SunStroke Project und The Roop als Gastauftritte genannt.
Folgende 10 Länder nahmen an der Barcelona Eurovision Party 2022 teil:
- Albanien
- Irland
- Lettland
- Litauen
- Malta
- Montenegro
- Norwegen
- Rumänien
- Spanien
- Tschechien

### London Eurovision Party 2022
Die dreizehnte Ausgabe der London Eurovision Party fand am 3. April 2022 in London statt. Da der sonst reguläre Austragungsort Café de Paris mittlerweile geschlossen wurde, fand das Konzert 2022 erstmals an einem anderen Ort statt. So wurde das Hard Rock Hotel in London als Austragungsort bekannt gegeben. Als Gastgeber wurden SuRie und Paddy O’Connell vorgestellt, wobei SuRie auch einen Gesangsauftritt hatte. Für weitere Gastauftritte reisten Aidan, DJ Ron, Eye Cue, James Newman, KEiiNO, The Roop und VICTORIA nach London.
Folgende 21 Länder nahmen an der London Eurovision Party 2022 teil:
- Australien
- Belgien
- Bulgarien
- Dänemark
- Deutschland
- Estland
- Frankreich
- Irland
- Kroatien
- Lettland
- Litauen
- Malta
- Nordmazedonien
- Norwegen
- Österreich
- Polen
- Rumänien
- Schweden
- Spanien
- Tschechien
- Vereinigtes Königreich

### Israel Calling 2022
Israel Calling 2022 (dt.: Israel ruft 2022) fand vom 5. bis 8. April 2022 in Israel statt. 2019 fand die Veranstaltung nicht statt, weil Israel den ESC im selben Jahr organisierte, und 2020 und 2021 fand die Veranstaltung aufgrund der COVID-19-Pandemie nicht statt. Dementsprechend war es die vierte Ausgabe dieser Veranstaltung. An vier Tagen nahmen die Teilnehmenden an verschiedenen Aktivitäten in Israel teil, wie beispielsweise dem Pflanzen eines Baumes. Am 7. April 2022 fand das Konzert in der Menora Mivtachim Arena in Tel Aviv statt. Diese Veranstaltung wurde von Shefita moderiert, Emmelie de Forest und Gali Atari traten als Gäste auf.

Folgende 24 Länder nahmen an Israel Calling 2022 teil:
- Albanien
- Armenien
- Aserbaidschan
- Australien
- Bulgarien
- Deutschland
- Estland
- Frankreich
- Georgien
- Irland
- Israel
- Kroatien
- Lettland
- Litauen
- Malta
- Moldau
- Montenegro
- Nordmazedonien
- Österreich
- Polen
- Rumänien
- Serbien
- Tschechien
- Ukraine

### Eurovision In Concert 2022
Das Eurovision In Concert 2022 fand am 9. April 2022 im AFAS Live in Amsterdam statt. 2020 und 2021 musste die Veranstaltung jeweils verschoben werden und soll demnach zum ersten Mal seit drei Jahren wieder stattfinden. Moderiert wurde die Veranstaltung vom niederländischen ESC-Kommentator Cornald Maas und der ehemaligen niederländischen ESC-Teilnehmerin und ESC-Moderatorin Edsilia Rombley (1998, 2007), die das Konzert bereits in der Vergangenheit häufiger präsentierten. Insgesamt war es die bereits zwölfte Ausgabe dieser Veranstaltung. Zudem wurden Namen wie Getty Kaspers, Linda Wagenmakers, Loreen, Maggie MacNeal und Marga Bult als Gastauftritte genannt. Die Aftershow-Party wurde von DJ Juan unterstützt.
Folgende 27 Länder nahmen an Eurovision In Concert 2022 teil:
- Albanien
- Armenien
- Belgien
- Bulgarien
- Dänemark
- Deutschland
- Estland
- Finnland
- Frankreich
- Irland
- Island
- Kroatien
- Lettland
- Litauen
- Malta
- Moldau
- Montenegro
- Niederlande
- Norwegen
- Österreich
- Polen
- Rumänien
- Slowenien
- Spanien
- Tschechien
- Ukraine
- Vereinigtes Königreich

### PrePartyES 2022
Die sechste Ausgabe der PrePartyES fand am 15. und 16. April 2022 im Sala La Riviera in Madrid statt. 2020 und 2021 fand die Veranstaltung nur digital statt.
Bei der Empfangsveranstaltung am 15. April 2022, der Welcome-PrePartyES, traten folgende elf Gäste auf:
- Aidan (Teilnehmer der maltesischen Vorentscheidung Malta Eurovision Song Contest 2022)
- Blanca Paloma (Teilnehmerin der spanischen Vorentscheidung Benidorm Fest 2022)
- Chanel (Spanische Teilnehmerin beim ESC 2022)
- Levi Díaz (Spanische Teilnehmer beim JESC 2021)
- Marta Sango (Teilnehmerin der spanischen Vorentscheidung Benidorm Fest 2022)
- Melaní Garcia (Spanische Teilnehmerin beim JESC 2019)
- Sara Deop (Teilnehmerin der spanischen Vorentscheidung Benidorm Fest 2022)
- Senhit (San-marinesische Teilnehmerin beim ESC 2011, 2020 & 2021)
- The Roop (Litauische Teilnehmer beim ESC 2020 & 2021)
- VICTORIA (Bulgarische Teilnehmerin beim ESC 2020 & 2021)
- Xeinn (Teilnehmer der spanischen Vorentscheidung Benidorm Fest 2022)

Moderiert wurde diese Empfangsveranstaltung von Krista Siegfrids (Finnische Teilnehmerin beim ESC 2013) und Víctor Escudero.
An der eigentlichen Preview Party am 16. April 2022 nahmen folgende 30 Länder teil:
- Albanien
- Armenien
- Aserbaidschan
- Australien
- Belgien
- Dänemark
- Deutschland
- Estland
- Finnland
- Frankreich
- Georgien
- Irland
- Island
- Kroatien
- Lettland
- Litauen
- Malta
- Moldau
- Montenegro
- Nordmazedonien
- Norwegen
- Polen
- Rumänien
- Schweden
- Schweiz
- Serbien
- Tschechien
- Vereinigtes Königreich
- Ukraine
- Zypern

Moderiert wurde die große Preview Party von Ruth Lorenzo (Spanische Teilnehmerin beim ESC 2014). Als Gäste traten Jamala (Ukrainische Gewinnerin des ESC 2016), Rayden, Tanxugueiras und Varry Brava (Teilnehmer der spanischen Vorentscheidung Benidorm Fest 2022) und Anabel Conde (Spanische Teilnehmerin beim ESC 1995) auf.

## Weitere Ereignisse

### Ukraine-Konflikt
Am 12. Februar 2022 gewann Alina Pash den Wettbewerb Widbir 2022 mit ihrem Song Tini Zabutykh Predkiv. Sie war somit die Vertreterin der Ukraine beim ESC. Kurz darauf wurde bekannt, dass Alina Pash wohl 2015 über Russland auf die Krim reiste und durch ihr Team eingereichte Unterlagen womöglich gefälscht seien. Daraufhin gab UA:PBC bekannt, dass die Situation untersucht werde und Alina Pash noch nicht das Recht auf eine Teilnahme beim ESC erhält. Am 16. Februar 2022 gab Alina Pash via Instagram bekannt, dass sie nicht mehr für die Ukraine teilnehmen möchte und sich somit vom Wettbewerb zurückzieht. An ihrer Stelle treten die Zweitplatzierten der Vorentscheidung Kalush Orchestra für die Ukraine an.

### Ausschluss Russlands nach Überfall auf die Ukraine
Nach dem russischen Überfall auf die Ukraine am 24. Februar 2022 bat die ukrainische Rundfunkanstalt UA:Suspilne mowlennja die EBU, dass die staatlichen russischen Fernsehsender von der EBU ausgeschlossen werden sollten, da diese die Werte der Organisation verletzten und keine Pressefreiheit garantieren könnten. Die EBU-Antwort war zunächst, dass Russland nicht suspendiert werde und weiter als ESC-Teilnehmer willkommen sei. Diese Entscheidung wurde kritisiert. Schließlich wurde am 25. Februar nach Konsultationen mit weiteren EBU-Mitgliedern der Ausschluss Russlands vom Contest 2022 verkündet. Die EBU erklärte, Russlands Teilnahme würde aktuell den Wettbewerb in Verruf bringen.

### Mögliches Fernbleiben Israels
Am 12. April 2022 wurde publik, dass der israelische Künstler Michael Ben David aus Sicherheitsgründen dem ESC fernbleiben könnte. Als Grund wurde der zu der Zeit in Israel abgehaltene Streik unter Mitarbeitern des israelischen Außenministeriums genannt. Unter ihnen waren auch die Mitarbeiter des Inlandsgeheimdienstes Schin Bet, die bislang zum Schutz der ESC-Delegation abgestellt waren. Am 12. April meldete das israelische Fernsehen, dass wegen „des Streiks des Außenministeriums […] sich der Allgemeine Sicherheitsdienst nicht mit der israelischen Delegation zum Eurovision Song Contest befassen“ und diese daher „nicht am Eurovision Song Contest 2022 in Turin teilnehmen“ könne.
Am Ende erschien die israelische Delegation aber zu den Proben in Turin und absolvierte alle dazugehörigen Termine.

### Technische Probleme der Bühne
Während dem ersten Tag der Proben am 30. April 2022 berichteten die italienischen Zeitschriften La Repubblica und La Stampa über technische Probleme bei einem der Hauptelemente der Bühne. Die sieben rotierenden Bögen in der Mitte der Bühne sollen nicht so funktioniert haben, wie erwartet. Dieses Problem würde man auch nicht rechtzeitig vor den Live Shows beheben, und somit müssten zahlreiche Delegationen ihre Bühnenproduktion kurzfristig umplanen. Belgien, Dänemark, Estland, Finland, Litauen, Rumänien, Serbien, Irland, Ukraine, Albanien und Italien sind einige der betroffenen Delegationen. La Stampa berichtete am nächsten Tag, dass ein Kompromiss gefunden wurde, bei dem die sieben Bögen bei jedem Auftritt auf derselben Position bleiben würden, außer bei den Interval Acts und der Eröffnungsperformance. Die EBU hat dies später bestätigt.

### Möglicher Rückzug Nordmazedoniens
Der nordmazedonische Sender MRT gab am 8. Mai bekannt, dass man in Betracht ziehe, die für das eigene Land antretende Künstlerin Andrea von der Eröffnungsveranstaltung zurückzuziehen. Als Grund wurde ein Zwischenfall angegeben, bei dem sich die Teilnehmerin Andrea einer nordmazedonischen Flagge entledigte und diese auf ungebührliche Weise aus dem Photo-Shooting-Blickfeld entfernte, indem sie sie gezielt zur Seite warf, wo sie dann am Boden landete. Als ihr eröffnet wurde, dass dies eine Entehrung von Staatssymbolen darstellt und unter Strafe steht, entschuldigte sie sich noch am selben Tag in einem Video für die unbeabsichtigte Untat, womit der Fall erledigt schien. Drei Tage später gab jedoch das MRT bekannt, in Betracht zu ziehen, sich künftig vom Wettbewerb ganz zurückzuziehen, um die Verunglimpfung von Staatssymbolen und ein schlechtes Image des Landes zu vermeiden. Für 2023 hat Nordmazedonien tatsächlich die Teilnahme abgesagt, als Begründung aber finanzielle Gründe angegeben.

### Disqualifizierung mehrerer Jurys
Während des Finales in der Nacht vom 14. auf den 15. Mai erklärte die EBU, dass die Abstimmungsergebnisse der Jurys von Aserbaidschan, Georgien, Montenegro, Polen, San Marino und Rumänien nach der Generalprobe des zweiten Halbfinales für nichtig erklärt wurden. Laut dem Ausrichter wurde ein Ersatzergebnis auf Basis von Ländern mit ähnlichem Abstimmungsverhalten vorgenommen, da „bestimmte unregelmäßige Abstimmungsmuster“ festgestellt worden seien. Dies betraf sowohl das zweite Halbfinale, als auch das Finale. Aufgrund dessen hatte sich die Übertragungszeit der Show verlängert.
Am 19. Mai 2022 veröffentlichte die EBU ein Statement, wonach es zwischen den genannten sechs Ländern womöglich zu Absprachen gekommen sei. So lagen bei den Jury-Votes von Aserbaidschan, Rumänien, Georgien und San Marino die übrigen fünf Länder auf den ersten fünf Plätzen; in Montenegro und Polen voteten die Jurymitglieder vier der anderen fünf Länder auf den ersten fünf Plätzen.

### Hackerangriffe aus Russland während des Halbfinales und Finales
Nach Angaben der italienischen Polizei gab es während des ersten Halbfinales und des Finales Versuche, Computersysteme während der Abstimmung mittels DDoS-Attacken zu überlasten. Experten für Internetkriminalität führten die Angriffe auf die russische Hackergruppe Killnet zurück.

## Trivia
- Der ESC 2022 war der erste seit:
  - 1991, der in Italien stattfand.
  - 2011, bei dem weniger als die üblichen 26 Staaten im Finale antraten. Da Italien als Gastgeber ohnehin schon durch die Big-5 eine sichere Finalteilnahme besaß, gab es nur fünf statt sechs direkte Finalisten.
  - 2014, bei dem eine Frau und zwei Männer moderierten. Diese Konstellation trat außerdem erst zum zweiten Mal auf.
  - 2015, bei dem 40 Staaten teilnahmen. Es war zudem erst das zweite Mal, dass 40 Staaten teilnehmen.
  - 2016, dessen Bühne nicht von Florian Wieder stammte.
  - 2017, bei dem drei Personen den ESC moderierten. Zwar hätten 2020 ebenfalls drei Personen den ESC moderiert, jedoch wurde die Veranstaltung 2020 wegen der COVID-19-Pandemie abgesagt.
- Österreich: Nach 40 Jahren, seit Elisabeth Engstler und Michael Scheickl unter dem Namen Mess 1982 in Harrogate antraten, sendete Österreich wieder ein weiblich-männliches Duo zum ESC.
- Litauen: Litauen sang zum ersten Mal seit der ersten Teilnahme im Jahr 1994 komplett auf Litauisch.
- Serbien: Der serbische Beitrag enthielt erstmals Strophen auf Latein. Zudem wurde der erste Satz des Liedes rückwärts gesungen.
- Frankreich: Zum ersten Mal seit 1996 und zum zweiten Mal überhaupt wurde Frankreich von einem Beitrag in bretonischer Sprache vertreten.
- San Marino: Der san-marinesische Teilnehmer Achille Lauro nahm vor seiner Teilnahme beim nationalen Vorentscheid von San Marino ebenfalls am Sanremo-Festival 2022, der italienischen Vorentscheidung zum Eurovision Song Contest teil. Er erreichte dort aber nur den 14. Platz.[147]
- Portugal: 2 der 5 Background-Sängerinnen von Portugals Beitrag nahmen wie Maro am Festival da Canção 2022, der nationalen Vorentscheidung Portugals zum ESC, teil. Diana Castro wurde im Finale Vierte, Milhanas Siebte.[148]
- An 34 der 40 Songs wirkten die teilnehmenden Künstler, zumindest teilweise, selbst als Autoren mit.[149]
- Laura Pausini bekam während der Punktevergabe im Finale Probleme mit dem Kreislauf. In den letzten 20 Minuten kam sie auf die Bühne zurück.
- Erstmals:
  - gab es keinen teilnehmenden Beitrag, der zumindest teilweise auf Französisch gesungen wird.
  - wurde der Wettbewerb in UHD (2160p) ausgestrahlt.[150]
  - präsentierten 3 Moderatoren die Punkte für das Halbfinale und Finale.
  - führte Australien als erstes Land ein Onlinevoting ein, wodurch die Zuschauerstimmen nicht mehr per Telefon und SMS bestimmt wurden.[151]
- Die Ukraine hat im Televoting mehrere Rekorde erreicht
  - Die Ukraine erhielt im Televoting von jedem der 39 abstimmenden Länder Punkte, was bisher nur Portugal 2017 gelang.
  - Die Ukraine erhielt im Televoting von 28 Ländern 12 Punkte, was einen Rekord darstellt. Dazu achtmal 10 Punkte, zweimal 8 Punkte und einmal 7 Punkte.
  - Die Ukraine erhielt im Televoting den Rekordwert 439 von 468 möglichen Punkten, was 93,8 % der Höchstwertung entspricht.
- Schweden erhielt im zweiten Halbfinale die (seit der Einführung der separaten Punktevergabe von Publikum und Jurys 2016) höchste jemals von den Jurys vergebene Punktzahl, nämlich 222 von 240 möglichen Punkten. Dies entspricht einer Höchstwertung von 92,5 %.